# Neyron
Pour les articles homonymes, voir Neyron.
Pour l’article ayant un titre homophone, voir Néron.
Neyron (prononcer [neʁɔ̃]) est une commune française de 2 467 habitants au dernier recensement de 2022 , située dans le département de l'Ain en région Auvergne-Rhône-Alpes, à une dizaine de kilomètres de Lyon. Elle appartient à la région naturelle de la Côtière et elle fait partie de l'unité urbaine de Lyon.
Traversée par le canal de Miribel, la commune accueille également sur son territoire une partie du Grand Parc de Miribel-Jonage.
La commune est connue pour être le lieu de l’assassinat d'Hélène et Victor Basch par la Milice française de Lyon dirigée par Paul Touvier, le 10 janvier 1944. Plusieurs lieux à Neyron commémorent et évoquent ce fait historique : la place Victor-Basch de la mairie, le viaduc Hélène-et-Victor-Basch et le mémorial Hélène-et-Victor-Basch situé chemin du Barry, désormais non loin du lieu de l'exécution puisque le monument a été déplacé lors de la construction du viaduc. La commune est également le lieu de naissance de l'historien Marcel Ruby.
En 2008, très peu d'habitants vivent et travaillent à Neyron : au contraire, près de 70 % des actifs de 15 ans ou plus, ayant un emploi et résidant à Neyron, travaillent dans un autre département que l'Ain, en particulier dans la Métropole de Lyon.
Ses habitants sont appelés les Neyrolands.

## Géographie

### Localisation
Située en banlieue de Lyon, Neyron est à 10 km du centre de Lyon. La commune se situe en bordure du Grand Parc de Miribel-Jonage (dont une petite partie est sur le territoire de la commune ; à ce titre des élus de la commune siègent au Symalim).
Enfin, elle est encadrée au nord par le plateau dombiste et au sud par le canal de Miribel, qui coule sur le territoire de la commune.

### Communes limitrophes
| Rillieux-la-Pape (Métropole de Lyon) |                                    | Miribel |
| Rillieux-la-PapeSermenaz             | Neyron                             |         |
| Rillieux-la-PapeCrépieux-la-Pape     | Vaulx-en-Velin (Métropole de Lyon) |         |

### Relief et géologie
La superficie de la commune est de 536 hectares ; son altitude varie entre 165 et 312 mètres, zone des Brotteaux (Brittiaux en patois local) aujourd'hui incluse dans le Grand Parc de Miribel-Jonage et 314 m, sur le coteau de la Côtière, au lieu-dit « Séveillant »), à l'emplacement d'une des deux redoutes de Neyron.

### Hydrographie

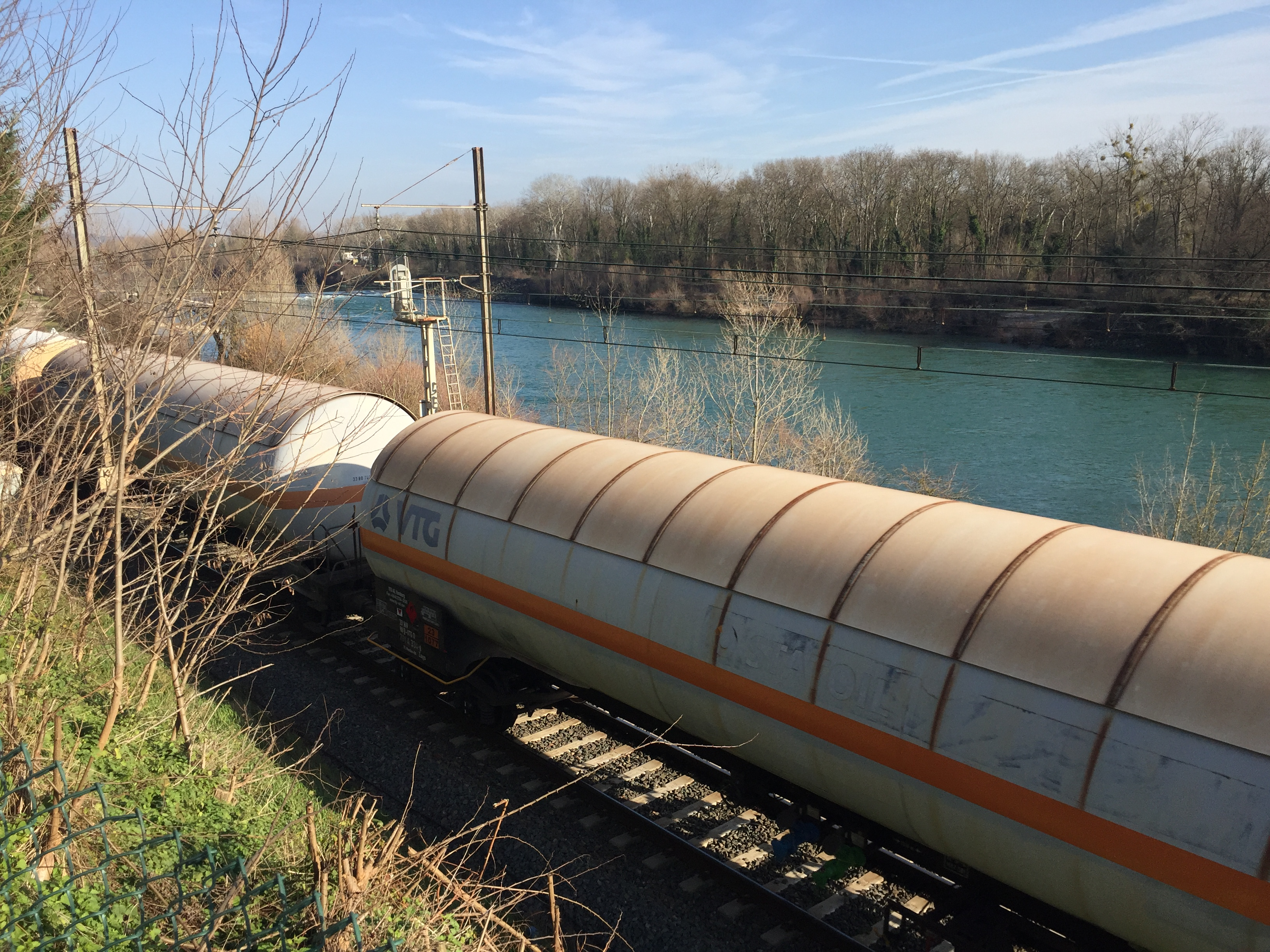
Le canal de Miribel à Neyron, longé par la ligne de Lyon-Perrache à Genève.

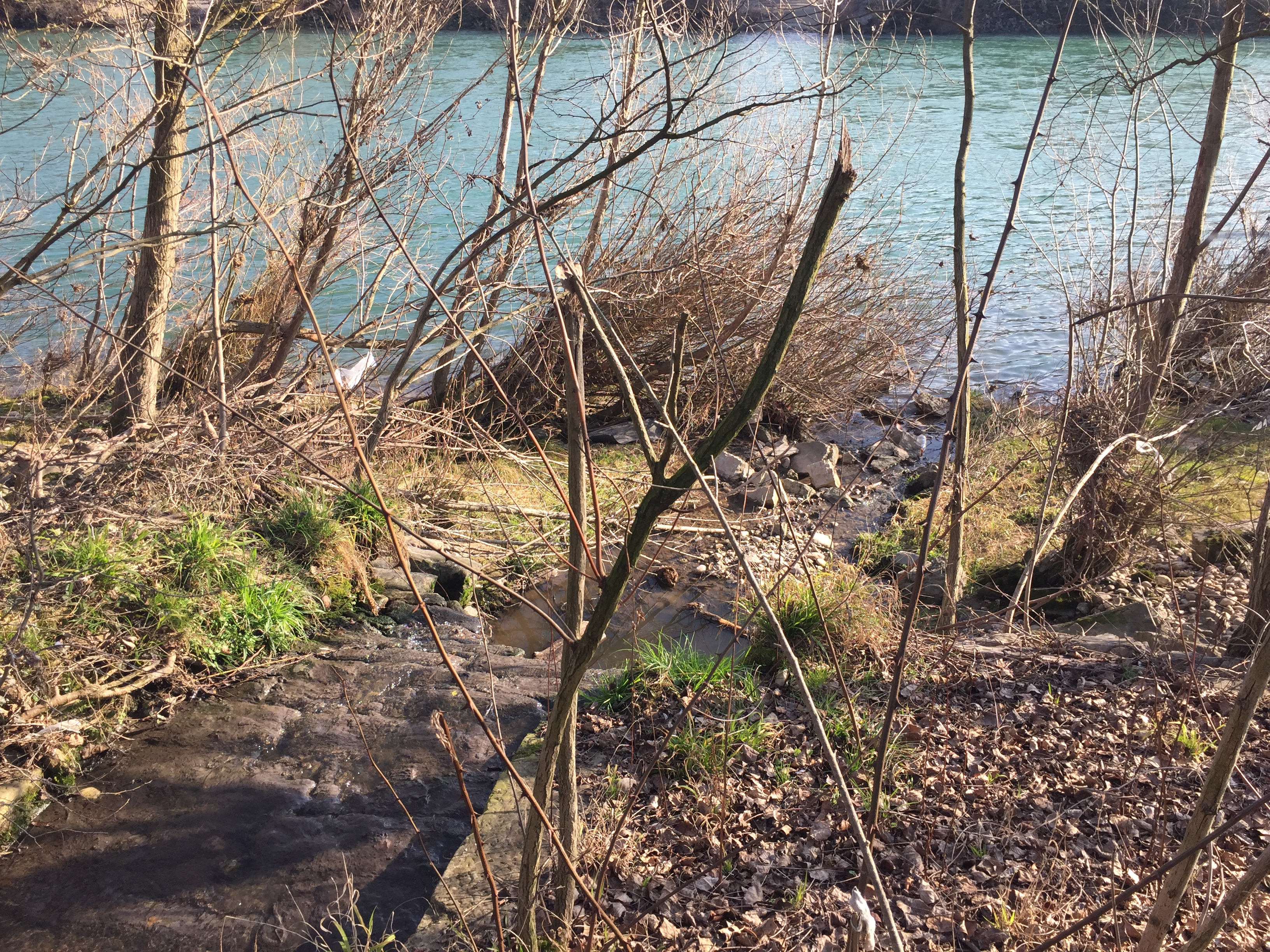
Le Molliet se jetant dans le canal de Miribel.

Le Rhône (canal de Miribel) coule sur le territoire de la commune. Avant la construction du pont de Miribel en 1940, la traille de Neyron était l'un des seuls moyens de franchir rapidement le Rhône séparant les villages environnants de la Côtière et la région lyonnaise. De la fin du XIXe siècle jusqu'au milieu du XXe siècle, la commune a alors une réelle vocation fluviale : présence du port de la traille (le Barriot), présence d'un fustier, et une activité d'orpaillage était effective.
Un petit affluent du Rhône coule à Neyron du nord vers le sud et rejoint le canal de Miribel sur le territoire de la commune : le ruisseau du Molliet,.
Le Grand Parc de Miribel-Jonage compte un certain nombre de petits cours d'eau qui alimentent, en particulier, le lac des Eaux Bleues.

### Climat
Pour des articles plus généraux, voir Climat d'Auvergne-Rhône-Alpes et Climat de l'Ain.
En 2010, le climat de la commune est de type climat du Bassin du Sud-Ouest, selon une étude du CNRS s'appuyant sur une série de données couvrant la période 1971-2000. En 2020, Météo-France publie une typologie des climats de la France métropolitaine dans laquelle la commune est dans une zone de transition entre le climat semi-continental et le climat de montagne et est dans la région climatique Bourgogne, vallée de la Saône, caractérisée par un bon ensoleillement (1 900 h/an), un été chaud (18,5 °C), un air sec au printemps et en été et des vents faibles.
Pour la période 1971-2000, la température annuelle moyenne est de 12,2 °C, avec une amplitude thermique annuelle de 18,2 °C. Le cumul annuel moyen de précipitations est de 845 mm, avec 9 jours de précipitations en janvier et 6,7 jours en juillet. Pour la période 1991-2020, la température moyenne annuelle observée sur la station météorologique de Météo-France la plus proche, « Lyon-Bron », sur la commune de Bron à 8 km à vol d'oiseau, est de 13,0 °C et le cumul annuel moyen de précipitations est de 820,8 mm,. Pour l'avenir, les paramètres climatiques de la commune estimés pour 2050 selon différents scénarios d'émission de gaz à effet de serre sont consultables sur un site dédié publié par Météo-France en novembre 2022.

## Urbanisme

### Typologie
Au 1er janvier 2024, Neyron est catégorisée ceinture urbaine, selon la nouvelle grille communale de densité à 7 niveaux définie par l'Insee en 2022.
Elle appartient à l'unité urbaine de Lyon, une agglomération inter-départementale dont elle est une commune de la banlieue,. Par ailleurs la commune fait partie de l'aire d'attraction de Lyon, dont elle est une commune de la couronne,. Cette aire, qui regroupe 397 communes, est catégorisée dans les aires de 700 000 habitants ou plus (hors Paris),.

### Occupation des sols
L'occupation des sols de la commune, telle qu'elle ressort de la base de données européenne d’occupation biophysique des sols Corine Land Cover (CLC), est marquée par l'importance des territoires artificialisés (46,9 % en 2018), en augmentation par rapport à 1990 (37,7 %). La répartition détaillée en 2018 est la suivante : 
terres arables (28,3 %), zones urbanisées (26,3 %), zones agricoles hétérogènes (13,6 %), zones industrielles ou commerciales et réseaux de communication (12,1 %), forêts (9,2 %), espaces verts artificialisés, non agricoles (8,6 %), eaux continentales (1,9 %).
L'évolution de l’occupation des sols de la commune et de ses infrastructures peut être observée sur les différentes représentations cartographiques du territoire : la carte de Cassini (XVIIIe siècle), la carte d'état-major (1820-1866) et les cartes ou photos aériennes de l'IGN pour la période actuelle (1950 à aujourd'hui).

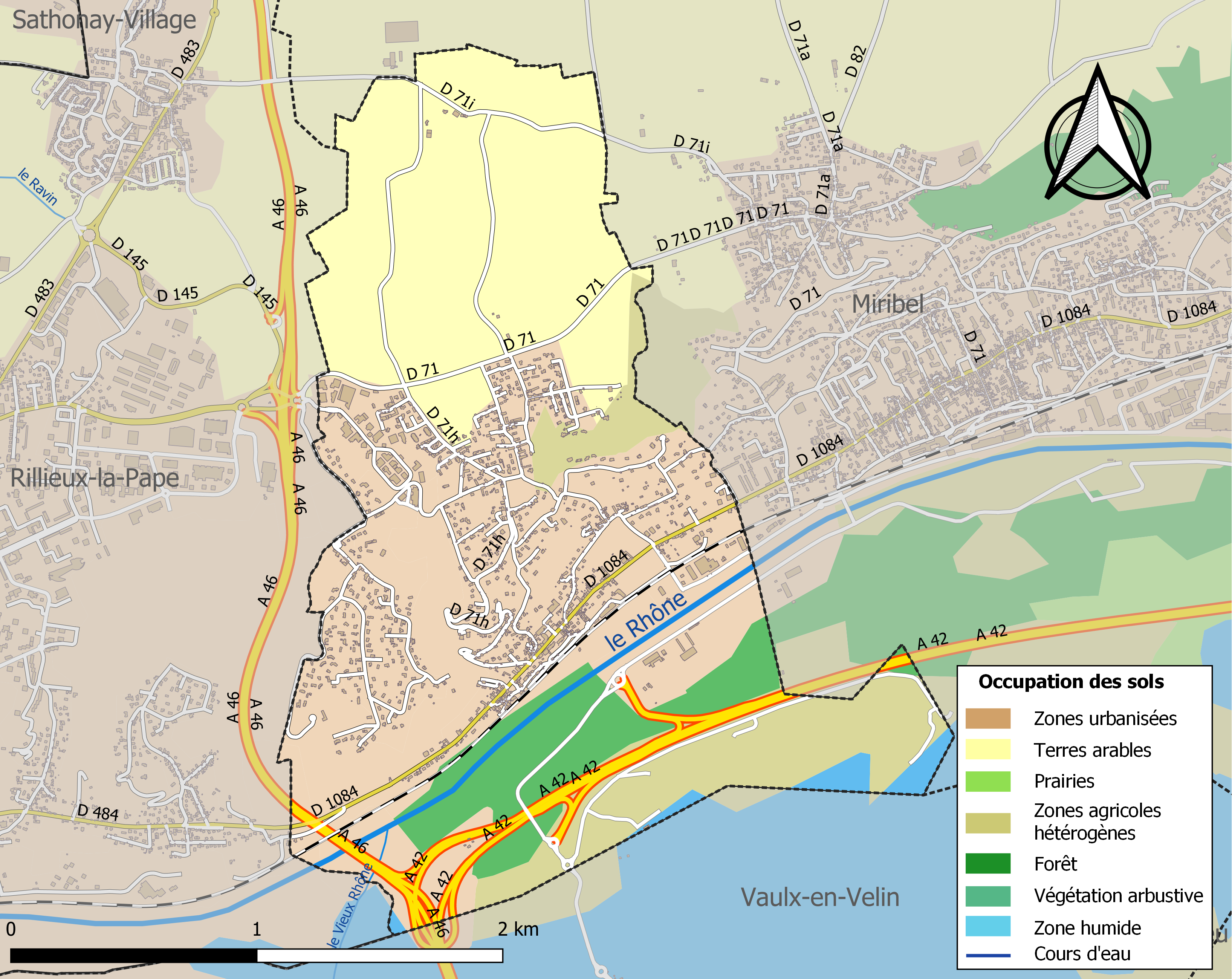
Carte des infrastructures et de l'occupation des sols de la commune en 2018 (CLC).

### Morphologie urbaine
Les zones d'habitation sont les suivantes : le bourg de Neyron (ou Neyron-le-Bas) situé entre l'orée du coteau de la Côtière et le Grand Parc de Miribel-Jonage ; Saint-Didier (ou Neyron-le-Haut) situé sur le coteau ; et enfin Sermenaz, quartier « partagé » avec Rillieux-la-Pape situé également sur le coteau, mais s'étendant jusqu'au début du plateau de la Dombes. Le quartier de Sarrazin (qui doit son nom à Monsieur de Sarrazin, propriétaire du domaine dans les années 1820) sur les hauteurs, est parfois considéré comme un hameau de la commune (néanmoins, il est assez fréquemment assimilé à Sermenaz).

### Logement
En 2009, le nombre total de logements dans la commune était de 1 007, alors qu'il était de 858 en 1999.
Parmi ces logements, 93,4 % étaient des résidences principales, 1,9 % des résidences secondaires et 4,7 % des logements vacants. Ces logements étaient pour 74,3 % d'entre eux des maisons individuelles et pour 24,8 % des appartements.
La proportion des résidences principales, propriétés de leurs occupants était de 73,2 %, en légère hausse par rapport à 1999 (71,2 %). La part de logements HLM loués vides (logements sociaux) était de 11,7 % contre 8,8 % en 1999.

### Voies de communication et transports

#### Transport ferroviaire
La Compagnie du chemin de fer de Lyon à Genève met en service la section de ligne entre Lyon et Ambérieu-en-Bugey, par Miribel, le 23 juin 1856 ; le chemin de fer passe donc à Neyron depuis le XIXe siècle. Le territoire communal est traversé par la ligne de Lyon-Perrache à Genève.
Il y eut une gare ferroviaire à Neyron : la gare de Neyron.
À noter également la proximité de la gare de Miribel desservie par les lignes 1 et 2 de Colibri.

#### Voies routières

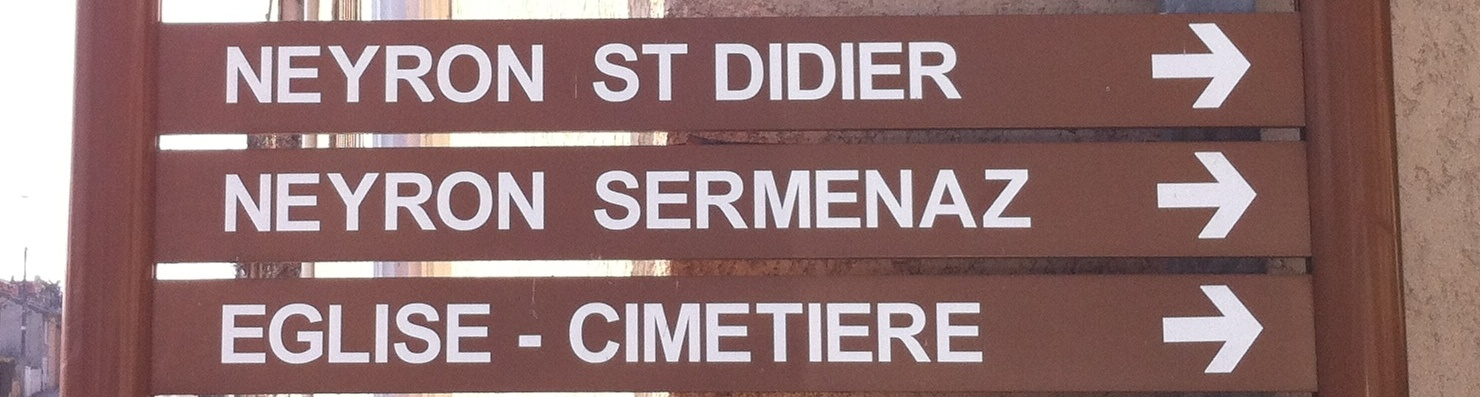
Panneau indicateur à « Neyron-le-Bas ».

Le territoire communal est traversé par plusieurs routes départementales. Le centre-ville est traversé par la RD 1084, anciennement la route nationale 84 entre Lyon et Genève. Au nord, sur le plateau, passe au niveau du quartier Sarrazin, la RD 71 reliant Rillieux-la-Pape à Tramoyes. 
Le territoire de la commune est également traversée par l'autoroute A46 sur le  viaduc Hélène-et-Victor-Basch ainsi que par l'autoroute A42 dont la sortie no 4 dessert la commune.

#### Transports routiers
Les cars départementaux du conseil général de l'Ain, ont plusieurs arrêts sur le territoire de la commune, en particulier sur la route départementale « RD 1084 », anciennement la route nationale 84, appelée également « route de Genève » : la ligne 132, entre Bourg-en-Bresse et Lyon et la ligne 171, entre Montluel et Lyon.
Le réseau de bus Colibri de la communauté de communes de Miribel et du Plateau dont l'exploitation a débuté en février 2012, compte cinq arrêts à Neyron sur la ligne 3
.

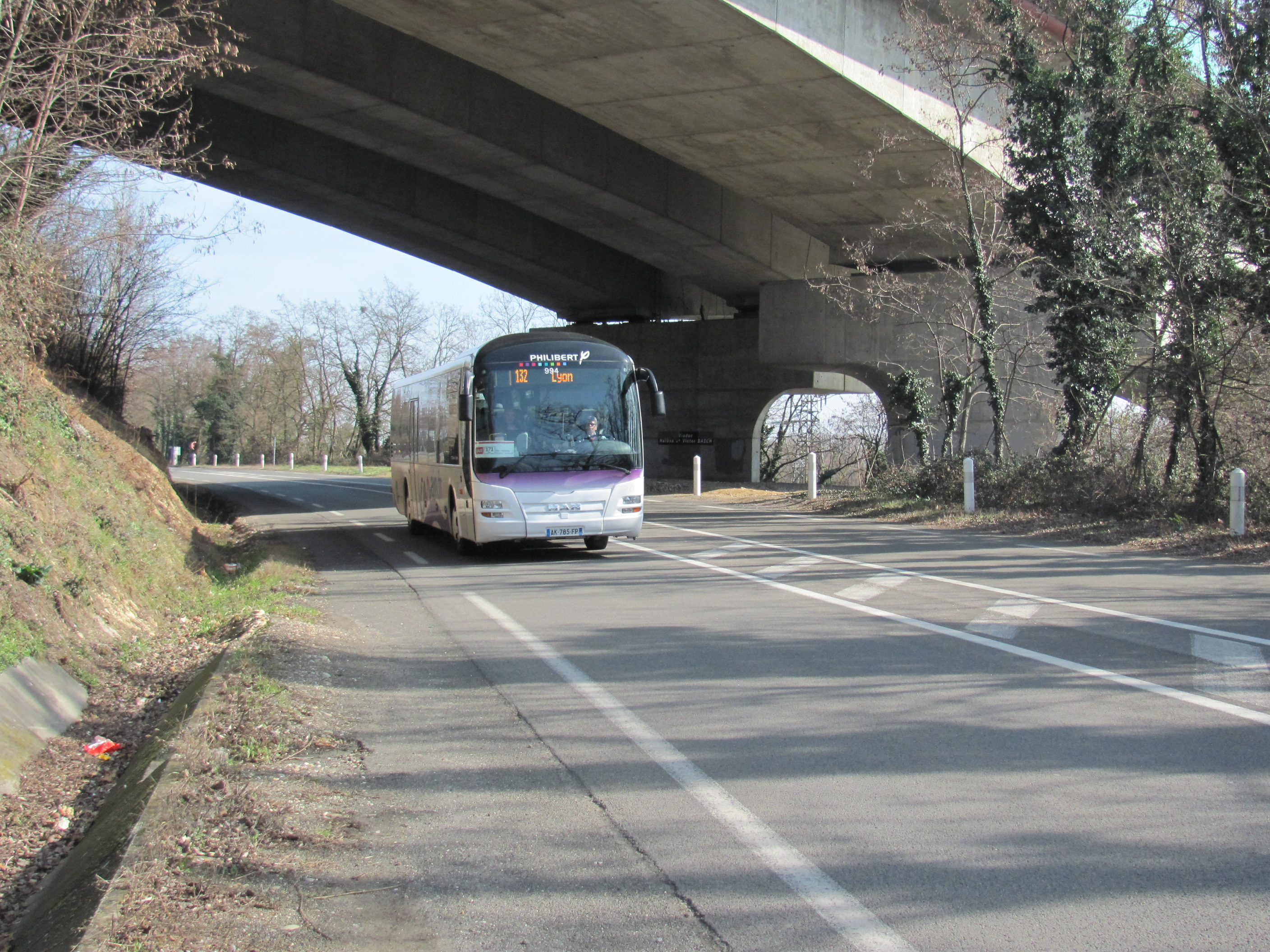
Le bus 132 à Neyron, passant sous le viaduc Hélène-et-Victor-Basch.
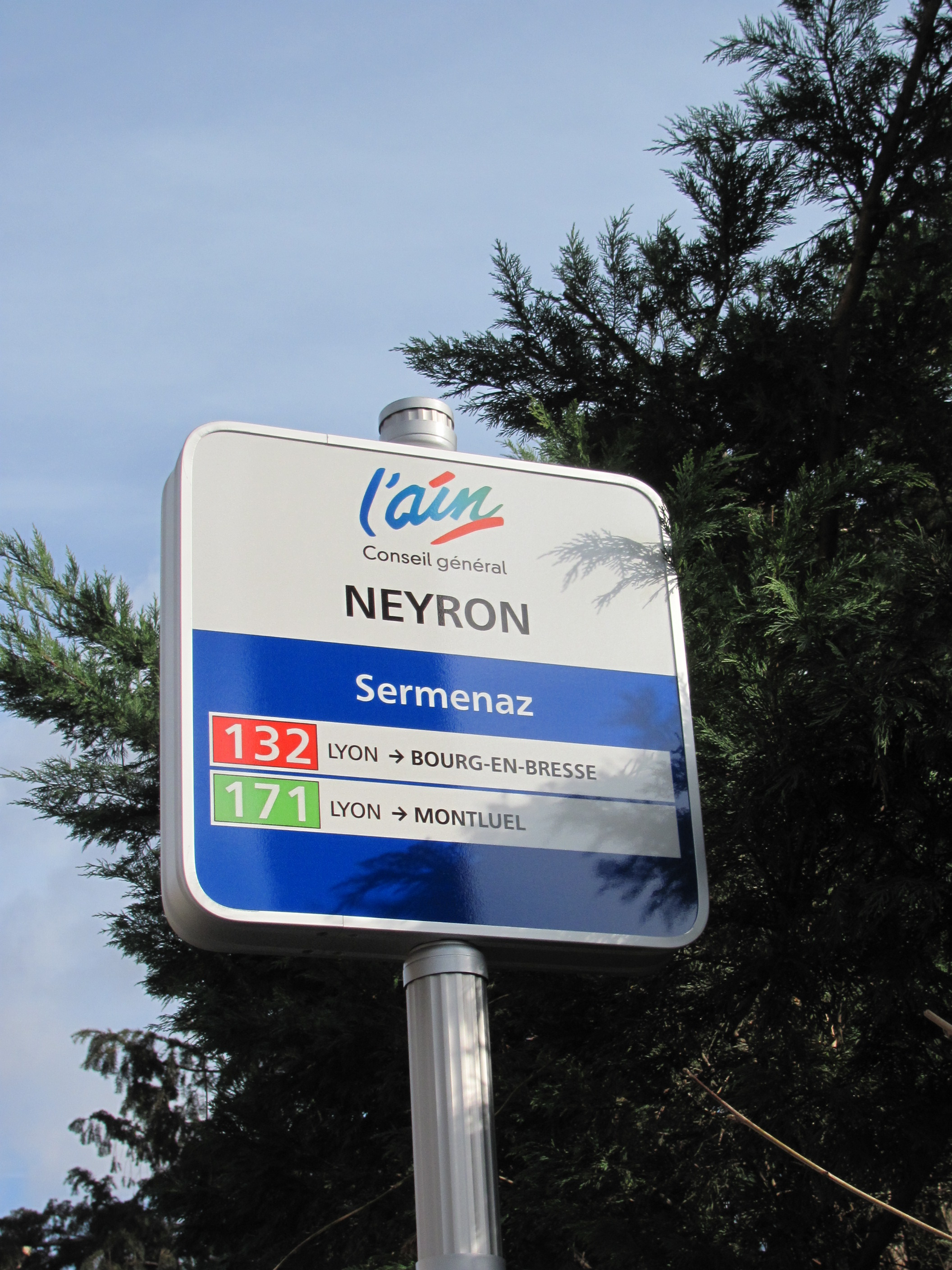
Arrêt « Sermenaz » du 132 et du 171, à Neyron.
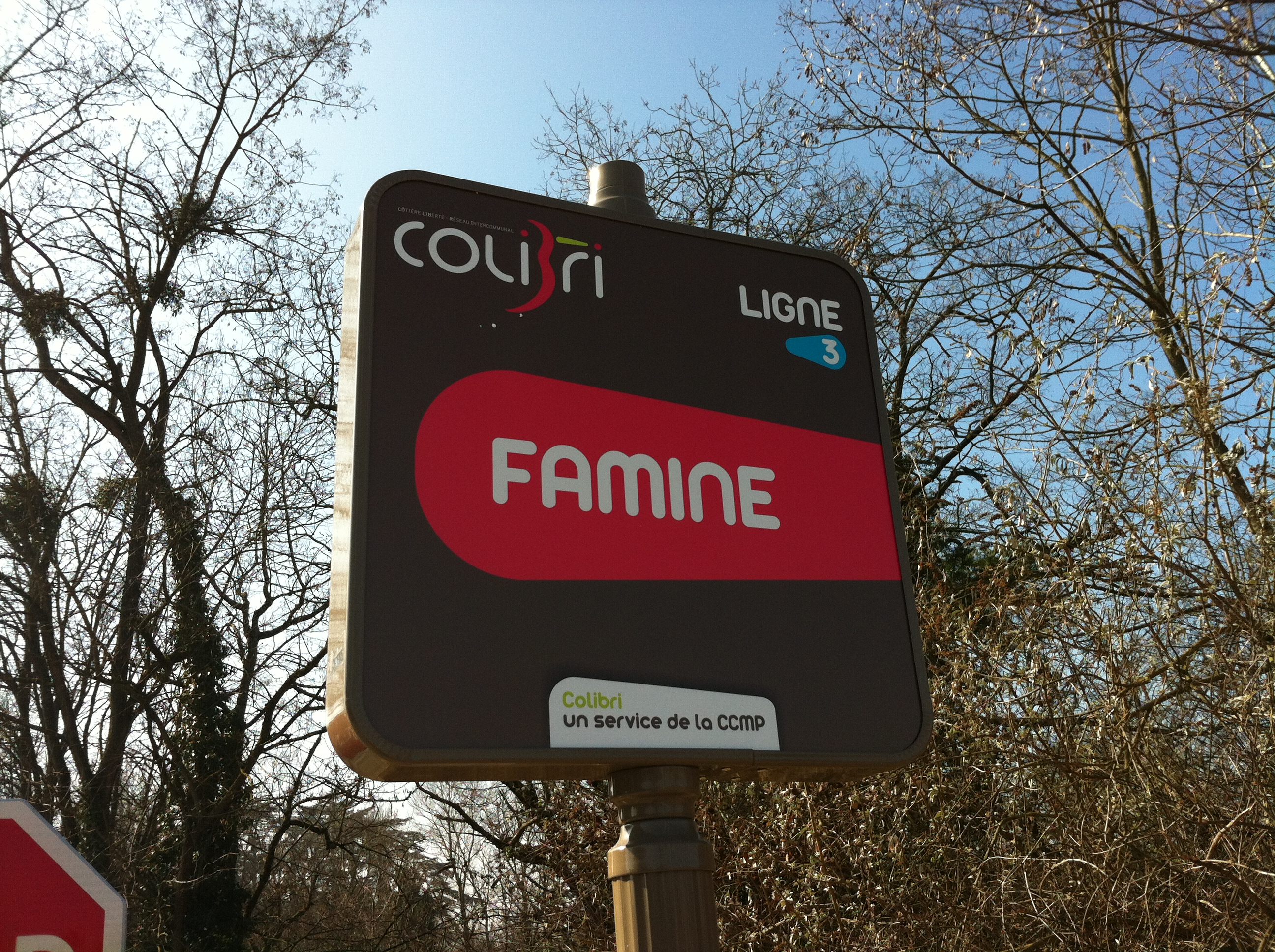
L'arrêt « Famine » de Colibri, à Neyron.

## Toponymie

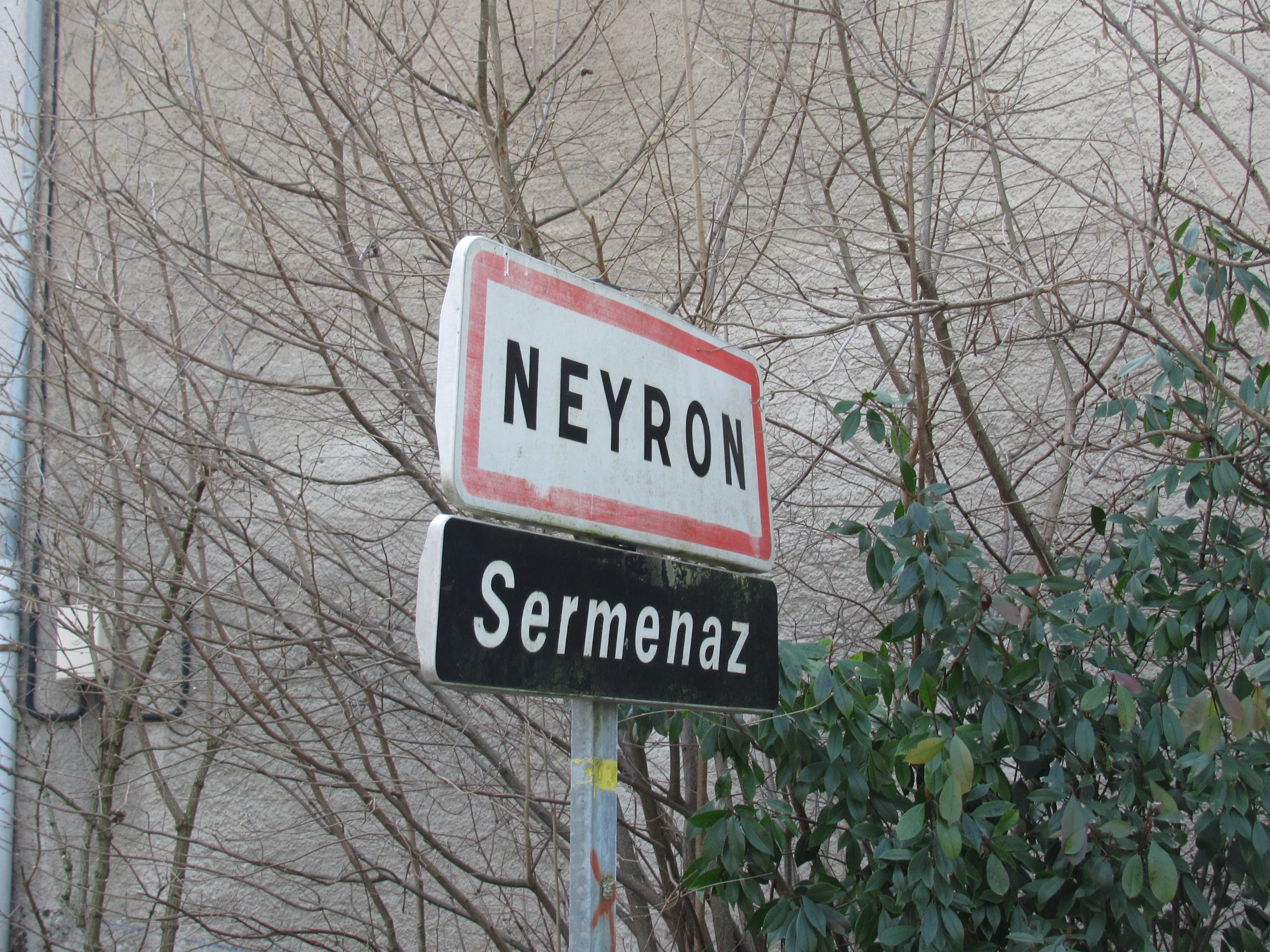
Panneaux à Sermenaz.

Il existe peu de certitudes sur l'origine du toponyme. Néanmoins, des documents antérieurs au XVIe siècle attestent de l’écriture Neron : ainsi à la mort de saint Didier, saint patron du village, (autour de 608), le nom du village est mentionné sous la forme Neron, on trouve aussi Neyron en 1380.
L'hypothèse d'une origine liée à Néron, empereur romain du Ier siècle alors que la région est une province romaine, est celle généralement retenue (par des sources non spécialisées en toponymie), même si elle n'est fondée sur aucun argument probant. Il n'y a en effet, aucun nom d'empereur romain employé de manière absolue dans la toponymie française, c'est-à-dire sans un appellatif toponymique. En outre, seuls César (qui n'était pas empereur) et Auguste ont été associés à des appellatifs toponymiques (d'origine gauloise) tels que durum, dunum, magus bien identifiés par les spécialistes. Albert Dauzat et Charles Rostaing rapprochent Neyron des types Néron (Eure-et-Loir, Norons 771, Neiron vers 1125) et Noiron (Haute-Sâone, Côte-d'Or) qui sont d'anciens Neiro 801, Neirun 1147. Le second élément -on représente le suffixe gallo-roman -ŌNE d'origine gauloise ou latine, et dénotant généralement une présence vague (faune, flore, propriété, etc.). Le premier élément est l'anthroponyme gaulois Nerius.
Pour Sermenaz, Le suffixe -az témoigne d'une origine linguistique arpitane.
Une étymologie légendaire existe autour du toponyme de Neyron : 

« En l'an 197, l'empereur Septime Sévère et le consul Claudius Albinus étaient en guerre et s'affrontaient sur le plateau de Rillieux. Après une violente bataille un tribun apercevant un village brûlé au loin, murmura « C'est Néron qui brûle Rome ». Au même instant, Claudius Albinus demanda « Quel est donc ce village qui brûle ? ». Un scribe témoin de la scène en conclut un peu hâtivement que le tribun répondait à Claudius Albinus et que le nom du village était « Néron ». »

## Histoire

### Antiquité
Avant la conquête romaine, le territoire du département de l'Ain est occupé par le peuple gaulois des Ambarres, dont le nom signifie « vivant des deux (amb) côtés de la Saône (Arar, la Saône) ». Cette terminologie se retrouve également dans le nom d'Ambérieux-en-Dombes en amont du Rhône, au nord-est de Neyron.

### Moyen Âge
Au Moyen Âge, la commune a fait partie du royaume de Bourgogne jusqu’en 943. Ensuite et jusqu'au XIIe siècle, le territoire de la commune actuelle aurait dépendu du comté de Mâcon pour enfin, être intégré à la maison de Chalon (centrée sur l'actuelle ville de Chalon-sur-Saône). Surtout, le bourg actuel, Neyron-le-Bas semble n'avoir été qu'un hameau du Neyron-le-Haut actuel, alors appelé Saint-Didier-sur-Neyron. Malgré l'absence de références sur le sujet, il semble que le territoire de la commune ait été ensuite soumis à l'autorité d'une seigneurie locale : la seigneurie de Miribel ; à ce titre, une partie de la région actuelle de la Côtière et donc Miribel faisait partie de la Dombes. Or, le mariage du 15 juillet 1218 entre la fille du sire de Baugé et Humbert V de Beaujeu fit passer la Dombes dans le domaine des Beaujeu jusqu'en 1400. La partie sud de la Dombes appartenait (entre autres la Côtière actuelle) aux sires de Thoire et Villars (également possessionnés dans le Bugey). Les terres de Humbert VII de Thoire (dont le territoire sur lequel se trouve la commune) furent vendues en 1402 aux ducs de Savoie même si le traité de Paris en 1355 semble avoir été une première étape de cette cession.

### XVIIeetXVIIIesiècles

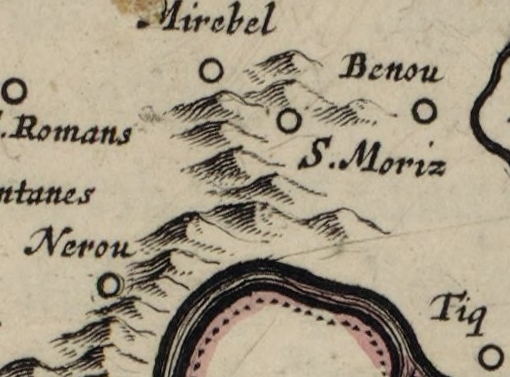
Extrait d'une carte de la Bresse du XVIe siècle indiquant Neyron sous la dénomination « Nerou ».

Neyron appartient aux États de la maison de Savoie jusqu'à la guerre franco-savoyarde en 1600. Le 17 janvier 1601, par le traité de Lyon, Henri IV annexe la Bresse à la France et Neyron est désormais entièrement française. Le 21 juillet 1733, un arrêt octroie aux habitants de Neyron, les territoires des Brotteaux (c'est-à-dire, une partie du Grand Parc actuel) avoisinants. La commune étant sous la tutelle du marquisat de Miribel ; les décrets de la nuit du 4 au 5 août 1789 ont  pour conséquence de l'abolir.

### XIXeetXXesiècles
Au XIXe siècle, de 1848 à 1858, Neyron voit sur son territoire des « Brotteaux », la construction du canal de Miribel.
Au XXe siècle, l'activité marinière, pourtant une des principales activités du village, décline à Neyron ; la possibilité d'utiliser les trailles de Miribel, de Crépieux ou de Thil, explique cette tendance qui sera évidemment accentuée par la construction du pont de Miribel en 1940 ; ce pont sera d'ailleurs financé à hauteur de 66 % par Miribel, le reste étant dévolu à Neyron : ce pont mettra un point d'orgue à l'utilisation des trailles dans chacun des deux villages.

#### Seconde Guerre mondiale

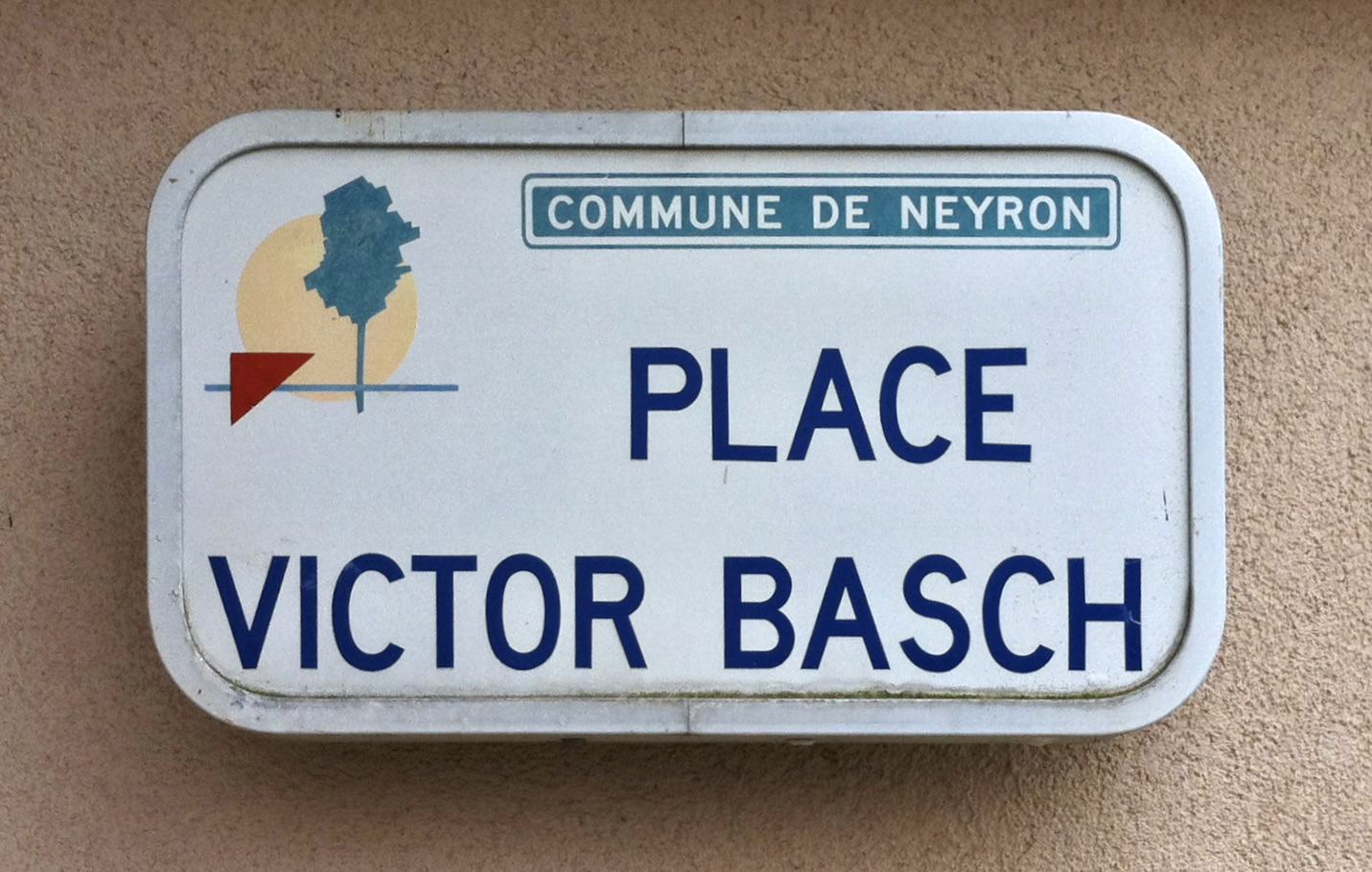
Panonceau de la place Victor-Basch, la place de la mairie, à Neyron.

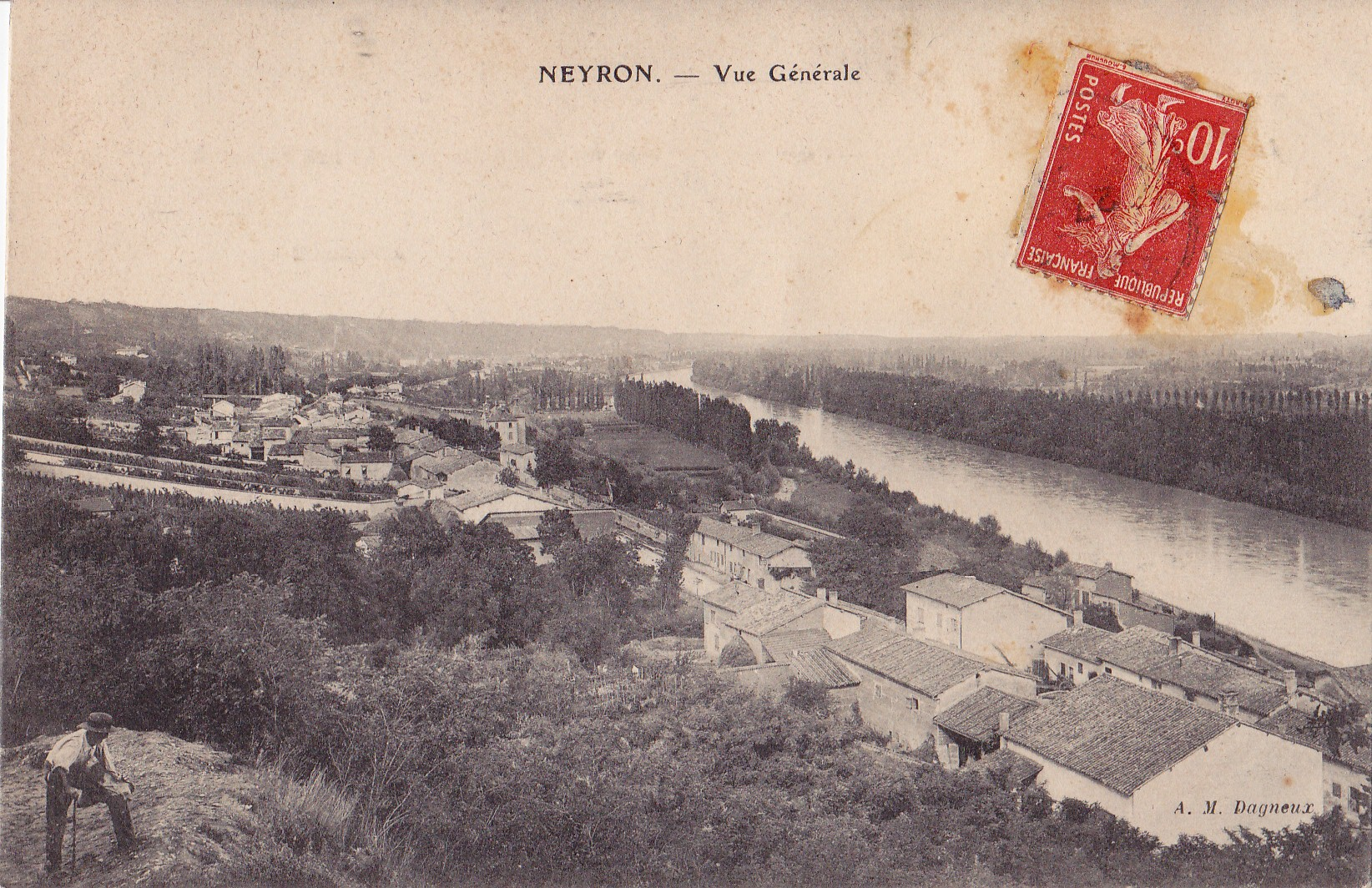
Vue de Neyron (Neyron-le-Bas) au début du XXe siècle, on aperçoit au 2e plan le canal de Miribel et plus difficilement, la mairie construite en 1874 et 1875.

À Neyron, furent assassinés par la milice française de Lyon dirigée par Paul Touvier, Hélène et Victor Basch, en janvier 1944. Sur le lieu précis de leur assassinat avait été érigé le mémorial Hélène-et-Victor-Basch. Ce monument a ensuite été déplacé sous le viaduc de Sermenaz. Sur le corps de Victor Basch, les miliciens ont laissé une feuille de papier retenu par une pierre sur lequel était écrit :

« Terreur contre terreur. Le juif paie toujours. Ce juif paye de sa vie l'assassinat d'un National. À bas De Gaulle-Giraud. Vive la France. »

— Comité National Anti-Terroriste, région lyonnaise
Ils avaient été arrêtés dans la soirée à leur domicile de Caluire-et-Cuire par une troupe de miliciens, en présence de Paul Touvier (chef régional de la milice) et du lieutenant Moritz de la Gestapo ; ils sont ensuite emmenés à Neyron où le milicien Lécussan abattra Victor Basch ; le milicien Gonnet se chargeant d'assassiner Hélène Basch de deux balles de pistolet. Contrairement à l'exécution des sept Juifs au cimetière de Rillieux, ce double crime n'a pas été pris en compte dans la condamnation de Paul Touvier, pour complicité de crimes contre l’humanité. Les corps d'Hélène et Victor Basch furent exhumés en 1954 de leur lieu d'inhumation à Neyron, pour être inhumés à la nécropole nationale de la Doua à Villeurbanne. Plusieurs lieux à Neyron, rendent hommage à Victor et Ilona Basch ; outre le mémorial, on peut citer la place Victor-Basch (sur laquelle se trouve la mairie) et le viaduc Hélène-et-Victor-Basch de l'A46 qui passe sur le territoire de la commune.
Neyron dépendait du camp Didier basé à Mionnay, le 4e secteur de l'armée secrète dans le Rhône. Le camp Didier participa aux combats du 1er septembre aux abords de la ville dans le cadre de la bataille de Meximieux, évènement qui valut à cette ville d'être décorée de la médaille de la Résistance. Marcel Ruby, né à Neyron, fut résistant du camp Didier (comme également Maxime Sommeron, futur maire de Neyron) ; il fut gravement blessé lors de la Bataille de Meximieux.
Ce maquis utilisa la batterie de Sermenaz comme stock d'armes et de munitions, dès 1943,.
En 2011, Marie Dauphin (née Debise), bergère, est le quinzième Juste parmi les nations du département de l'Ain, distinction remise pour des actions de sauvetage de juifs à Neyron.

## Politique et administration

### Tendances politiques et résultats
Le vote à Neyron favorise le plus souvent la droite. Cette tendance semble confirmée par la plupart des consultations électorales récentes, locales et nationales.
À l'élection présidentielle de 2002, 74,69 % des électeurs ont voté pour Jacques Chirac (RPR) et 25,31 % pour Jean-Marie Le Pen (FN). La participation était de  84,29 %. En 2007, 67,50 % ont voté pour Nicolas Sarkozy (UMP) contre 32,50 % pour Ségolène Royal (PS). La participation, en hausse comparée à 2002, a atteint 88,73 %. En 2012, le premier tour voit Nicolas Sarkozy (UMP) arriver en tête avec 39,05 % des suffrages exprimés, suivie de François Hollande (PS) avec 20,68 % et Marine Le Pen (FN) crédité de 19,46 % ; la participation a été de 86,76 %.
Au deuxième tour des élections législatives de 2002, 64,71 % des électeurs de Neyron ont voté pour Michel Voisin (UMP) et 35,29 % pour Michel Raymond (PS), avec un taux de participation de 56,49 %. Au premier tour, Michel Voisin était arrivé en tête avec 46,02 % des suffrages exprimés. Il améliore d'ailleurs ce score du premier tour à Neyron, en 2007, élection à laquelle il obtient 54,84 % au premier tour.
Aux élections européennes de 2009, les deux meilleurs scores à Neyron étaient ceux de la liste de la liste de la majorité présidentielle conduite par Françoise Grossetête, qui a obtenu 240 suffrages soit 36,09 % des suffrages exprimés et d'Europe Écologie conduite par Michèle Rivasi, qui a obtenu 106 suffrages soit 15,94 % des suffrages exprimés, pour un taux de participation de 41,42 %.
De par sa taille, la commune dispose d'un conseil municipal de 19 membres. Lors du scrutin de 2008 il y eut un seul tour (19 élus au premier tour), André Gadiolet a été élu conseiller municipal au premier tour avec le 19e total de 721 voix (86,9 % des exprimés). Le taux de participation a été de 50,5 % au premier (et seul) tour. André Gadiolet a ensuite été élu maire par le conseil municipal.

### Administration municipale
En septembre 2021, la démission de huit conseillers municipaux et de trois adjoints oblige à l'organisation d'une nouvelle élection municipale sous trois mois.

### Politique environnementale

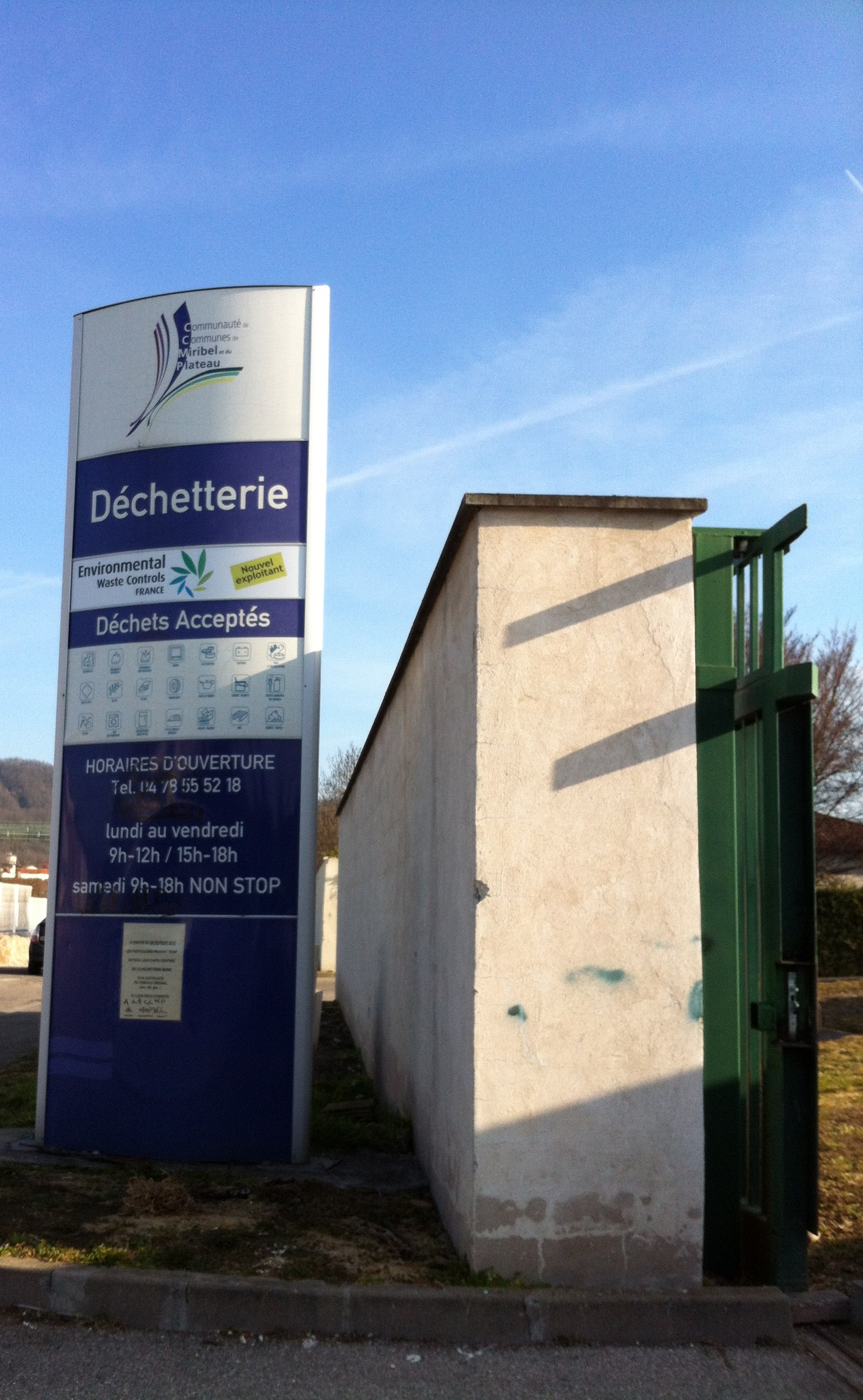
Déchèterie communautaire, située à Miribel.

Le risque d'inondations dues au ruissellement sur le coteau est particulièrement élevé à Neyron ; en effet, à l'instar de ses voisines, la commune a déjà fait l'objet d'arrêté de catastrophe naturelle pour cause d'inondations. Neyron est donc partie prenante du plan de prévention initié par la communauté de communes de Miribel et du Plateau ; en particulier, la création de bassins de rétention (dans chaque commune) et la construction de gabions (empierrement) sur le coteau, destinés à casser la vitesse de ruissellement.
Appartenant à la communauté de communes de Miribel et du Plateau, la commune de Neyron participe au fonctionnement de la déchèterie communautaire, située à Miribel, sur la zone industrielle de la Tuillière.

### Jumelages
Au 30 mars 2012, Neyron n'est jumelée avec aucune autre commune.

## Population et société

### Démographie
L'évolution du nombre d'habitants est connue à travers les recensements de la population effectués dans la commune depuis 1793. Pour les communes de moins de 10 000 habitants, une enquête de recensement portant sur toute la population est réalisée tous les cinq ans, les populations de référence des années intermédiaires étant quant à elles estimées par interpolation ou extrapolation. Pour la commune, le premier recensement exhaustif entrant dans le cadre du nouveau dispositif a été réalisé en 2007.
En 2022, la commune comptait 2 479 habitants, en évolution de −1,12 % par rapport à 2016 (Ain : +5,15 %, France hors Mayotte : +2,11 %).
| 1793 | 1800 | 1806 | 1821 | 1831 | 1836 | 1841 | 1846 | 1851 |
| ---- | ---- | ---- | ---- | ---- | ---- | ---- | ---- | ---- |
| 426  | 454  | 533  | 552  | 584  | 591  | 565  | 596  | 537  |

| 1856 | 1861 | 1866 | 1872 | 1876 | 1881 | 1886 | 1891 | 1896 |
| ---- | ---- | ---- | ---- | ---- | ---- | ---- | ---- | ---- |
| 539  | 556  | 578  | 575  | 553  | 568  | 547  | 545  | 558  |

| 1901 | 1906 | 1911 | 1921 | 1926 | 1931 | 1936 | 1946 | 1954 |
| ---- | ---- | ---- | ---- | ---- | ---- | ---- | ---- | ---- |
| 586  | 593  | 534  | 532  | 576  | 720  | 640  | 615  | 802  |

| 1962 | 1968  | 1975  | 1982  | 1990  | 1999  | 2006  | 2007  | 2012  |
| ---- | ----- | ----- | ----- | ----- | ----- | ----- | ----- | ----- |
| 951  | 1 032 | 1 138 | 1 326 | 1 723 | 2 157 | 2 278 | 2 295 | 2 506 |

| 2017  | 2022  | - | - | - | - | - | - | - |
| ----- | ----- | - | - | - | - | - | - | - |
| 2 527 | 2 479 | - | - | - | - | - | - | - |

### Enseignement

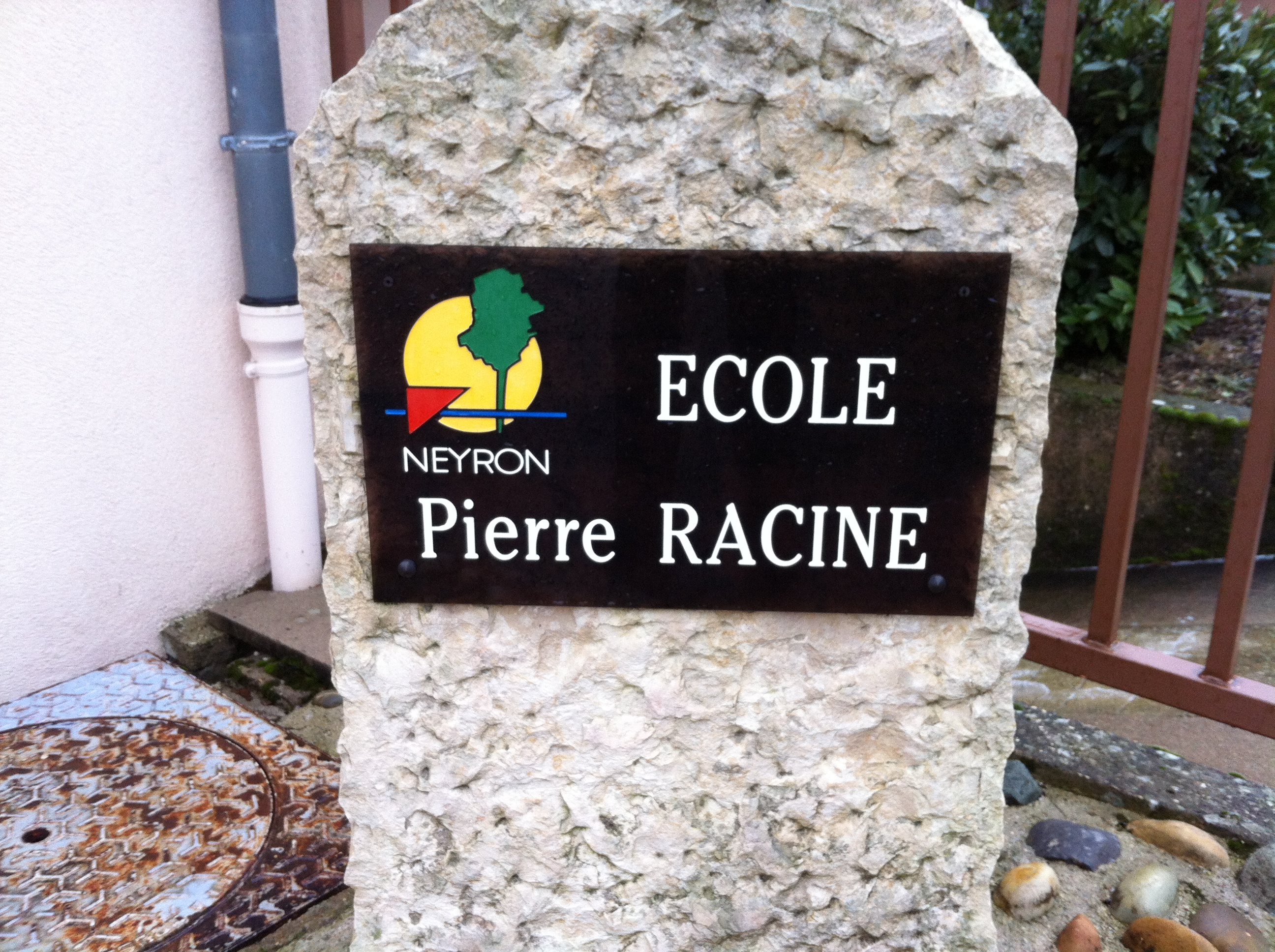
Panonceau de l'école Pierre-Racine à Neyron.

Neyron est située dans l'académie de Lyon. La commune dispose de l'école Pierre-Racine (maternelle et élémentaire). À Miribel, se trouvent le collège public Anne-Frank et le collège privé de l'institution Saint-Joseph. Les lycéens suivent ensuite leur scolarité au lycée de La Côtière à La Boisse et plus fréquemment à Rillieux-la-Pape (lycée Albert-Camus et lycée de Sermenaz) dans le Rhône.

### Santé
En 2008, un médecin généraliste est installé dans la commune ; sont installés également : un dentiste, quatre infirmiers, un kinésithérapeute et une pharmacie.
Le service d'urgence le plus proche est celui de la clinique « Lyon Nord » à Rillieux-la-Pape.
Début 2012, la commune fait installée deux défibrillateur en libre-service, à proximité de l'école. Ce projet d'un coût total de 4 500 € a été financé à hauteur de 1 519 €, par la réserve parlementaire de la sénateur de l'Ain, Sylvie Goy-Chavent.

### Sports et associations

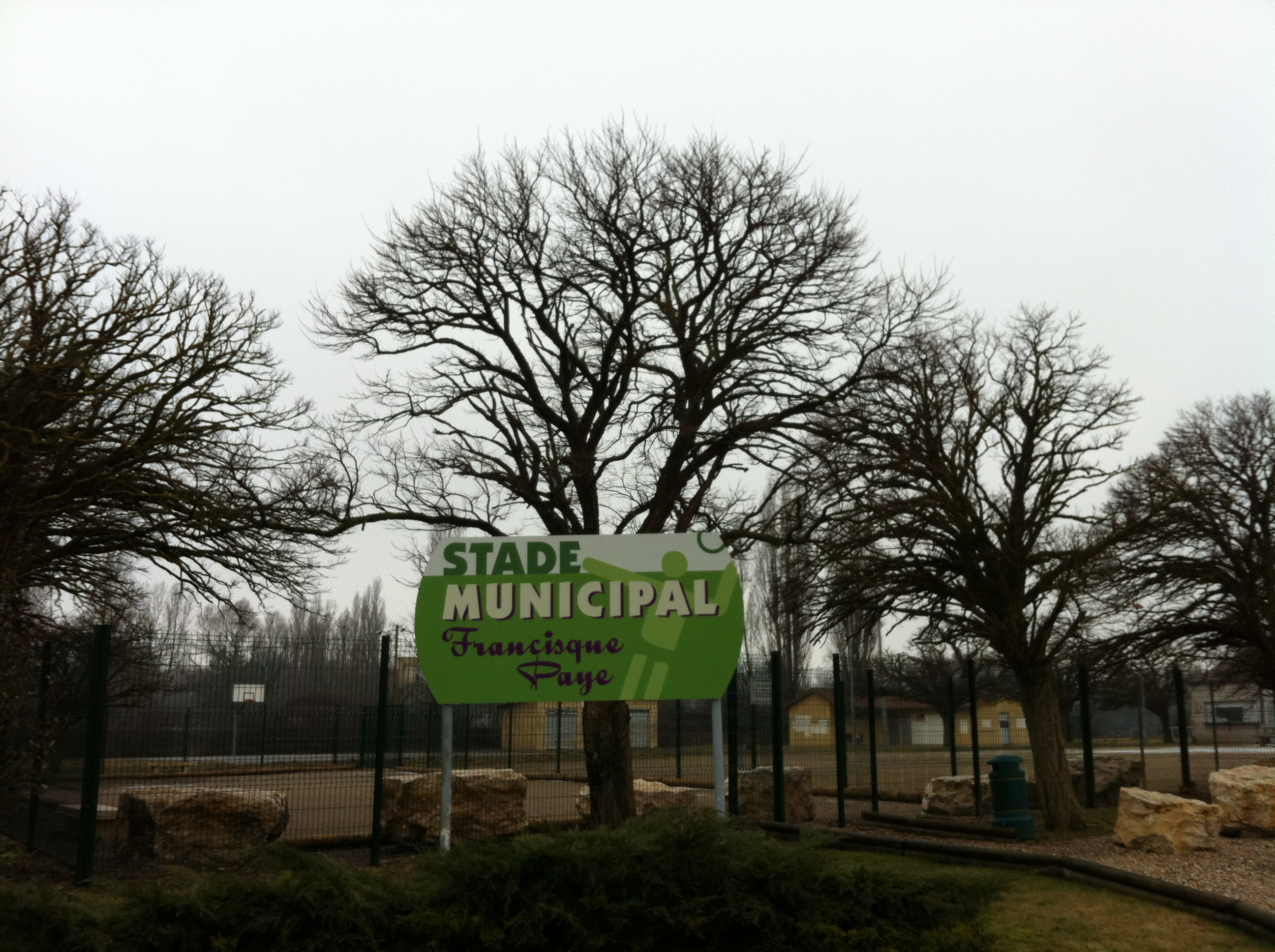
Stade municipal Francisque-Payé.

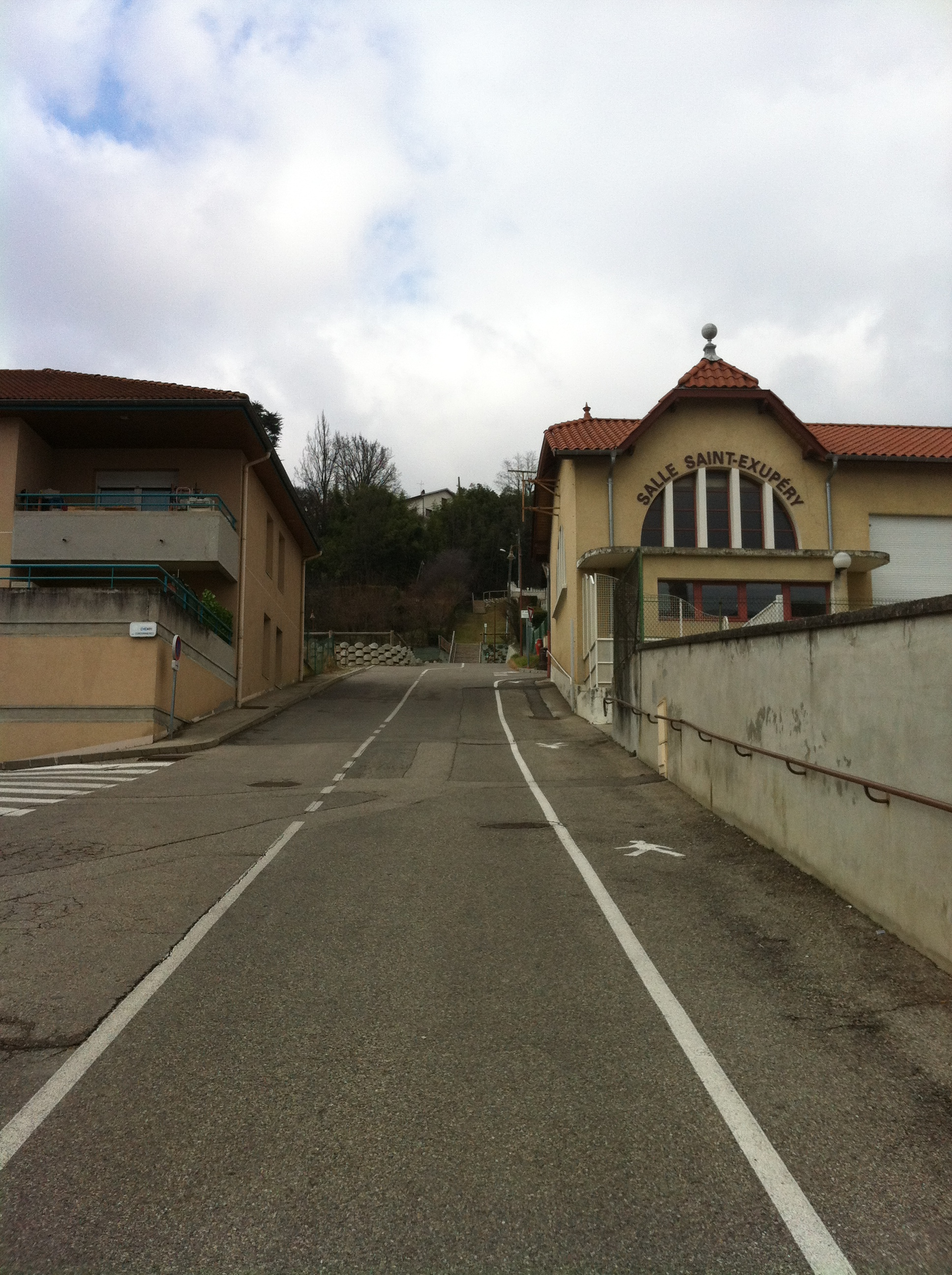
La salle Saint-Exupéry (à droite) où s'entraîne le club Krav Lyon de Krav-maga.

La commune est dotée du stade municipal Francisque-Payé : il inclut des bâtiments (dont une salle polyvalente), un stade de football et un terrain de basket-ball. Ce stade est principalement utilisé par le club multisports Sporting de Neyron
. Le sporting Neyron organise depuis 2021 un trail intitulé "La Neyrolande" le deuxième dimanche d'octobre.
Le  FC Neyron, le club de football historique de la commune, a fusionné en 1999 avec trois autres clubs de la Côtière, pour donner naissance à Ain Sud Foot, club basé à Saint-Maurice-de-Beynost.
Le club équestre, l'Escadron du Grand Parc (anciennement nommé l'Escadron de Saumur), qui se trouve dans le Grand Parc de Miribel-Jonage, est localisé sur le territoire de la commune.
Signalons également, la présence de plusieurs clubs d'arts martiaux à Neyron : le club Baraban de taekwondo qui obtient de bons résultats au niveau national en taekwondo technique,. En 2016, il se renomme San Jang Miribel Neyron taekwondo ; ou encore Krav Lyon, le club local de Krav-maga qui s'entraîne à la salle Saint-Exupéry.

### Médias
Le journal « le Progrès » propose une édition quotidienne dédiée à la Dombes et à la Côtière. L'hebdomadaire Voix de l'Ain propose des informations locales pour les différentes régions du département de l'Ain et le Journal de la Côtière qui traite spécifiquement des évènements survenant dans les cantons de Miribel, Montluel et Meximieux, proposent parfois, des informations sur Neyron. La chaîne France 3 Rhône Alpes Auvergne est disponible dans la région. Enfin, une station radio locale émet depuis Montluel, la Fréquence Côtière. Depuis les années 2000, son nom a évolué pour devenir la station FC radio, l'essentiel.

### Cultes

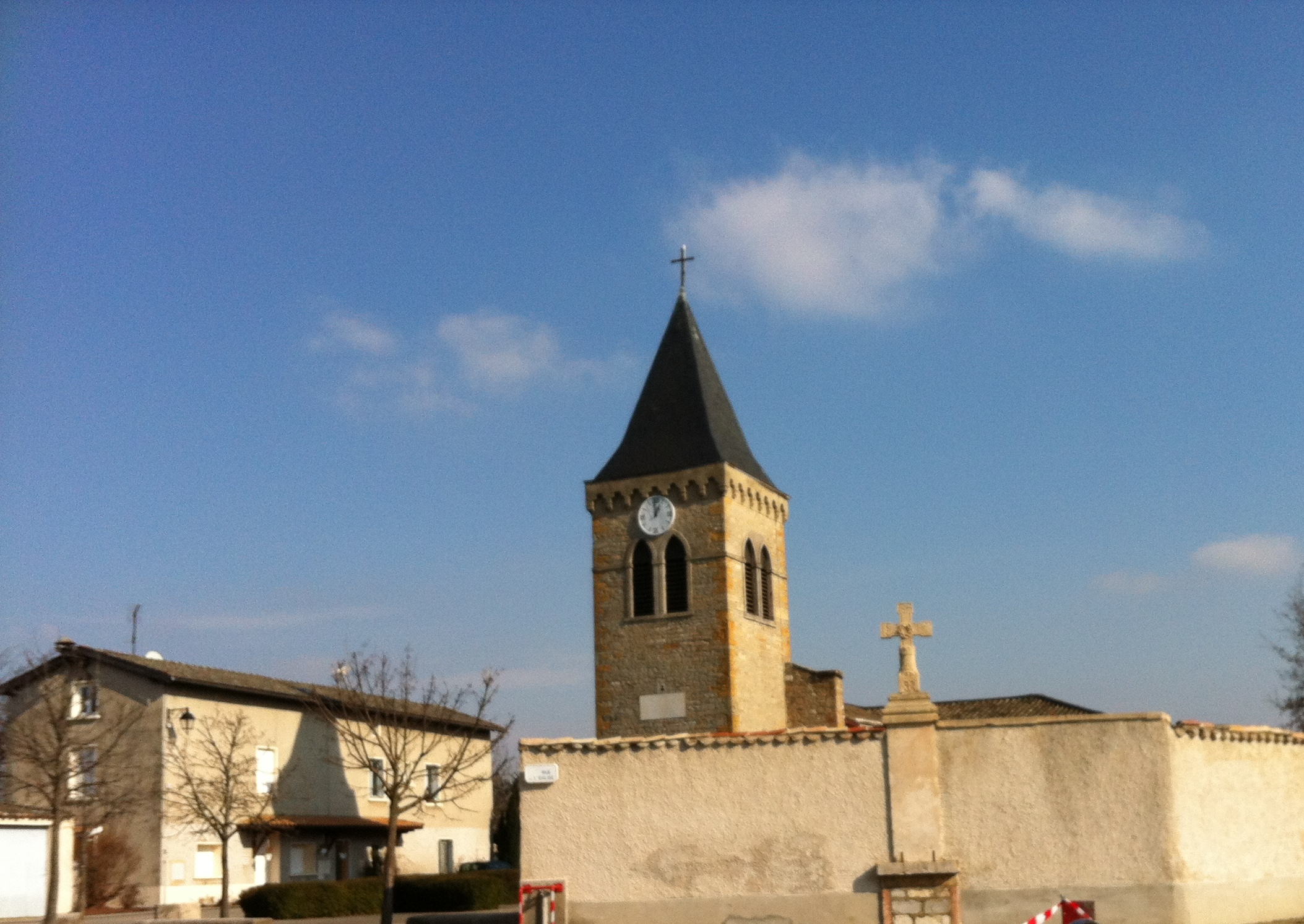
Le clocher de l'église Saint-Didier de Neyron-le-Haut ; au premier plan, l'enceinte du cimetière de Neyron.

Au sein du diocèse de Belley-Ars dans l'archidiocèse de Lyon, la commune dépend du groupement paroissial de Miribel qui dispose d'un lieu de culte : l'église Saint-Didier située à Neyron Le Haut et dédiée à Didier de Vienne.

## Économie

### Revenus de la population et fiscalité
En 2009, la proportion de foyers imposables était de 70,0 %.
En 2010, le revenu fiscal médian par ménage était de 42 719 €, ce qui plaçait Neyron au 1 408e rang parmi les 31 525 communes de plus de 39 ménages en métropole.

### Emploi
En 2009, la population âgée de 15 à 64 ans s'élevait à 1 679 personnes, parmi lesquelles on comptait 71,6 % d'actifs dont 68,0 % ayant un emploi et 3,6 % de chômeurs.
On comptait 940 emplois dans la zone d'emploi, contre 503 en 1999. Le nombre d'actifs ayant un emploi résidant dans la zone d'emploi étant de 1 152, l'indicateur de concentration d'emploi est de 81,6 %, ce qui signifie que la zone d'emploi offre moins d'un emploi par habitant actif.
Population de 15 ans ou plus, selon la catégorie socioprofessionnelle à Neyron
|                              | Agriculteurs exploitants | Artisans, commerçants, chefs d'entreprise | Cadres, professions intellectuelles | Professions intermédiaires | Employés | Ouvriers | Retraités | Sans activités professionnelles(dont scolaires) | Population totale(15 ans ou +) |
| ---------------------------- | ------------------------ | ----------------------------------------- | ----------------------------------- | -------------------------- | -------- | -------- | --------- | ----------------------------------------------- | ------------------------------ |
| 2009                         | 13                       | 124                                       | 239                                 | 368                        | 287      | 156      | 442       | 333                                             | 1 961                          |
| 1999                         | 16                       | 108                                       | 204                                 | 308                        | 304      | 144      | 292       | 316                                             | 1 692                          |
| Sources des données : Insee. |                          |                                           |                                     |                            |          |          |           |                                                 |                                |

Une agence Pôle emploi pour la recherche d'emploi est localisée à proximité immédiate de Neyron, sur le territoire de Miribel.

### Entreprises et commerces
Au 31 décembre 2010, Neyron comptait 266 établissements : 12 dans l’agriculture-sylviculture-pêche, 22 dans l'industrie, 26 dans la construction, 181 dans le commerce-transports-services divers et 25 étaient relatifs au secteur administratif.
En 2011, 29 entreprises ont été créées à Neyron, dont 19 par des autoentrepreneurs.
Un grand nombre de ces entreprises sont localisées sur la zone d'activité « Porte de la Dombes ».

#### Zone de la «Porte de la Dombes»
Cette zone d'activité créée dans les années 1990 s'appelait originellement « ZAC du Champ Perrier » et est couramment appelée « Porte du Grand Lyon ». Elle est située au sommet du coteau de la Côtière à la frontière avec Rillieux-la-Pape. Elle a été rebaptisée « Porte de la Dombes » en 2001. Fin 2011, elle regroupait 650 emplois.

## Culture et patrimoine

### Monuments et lieux remarquables

#### Ouvrages militaires

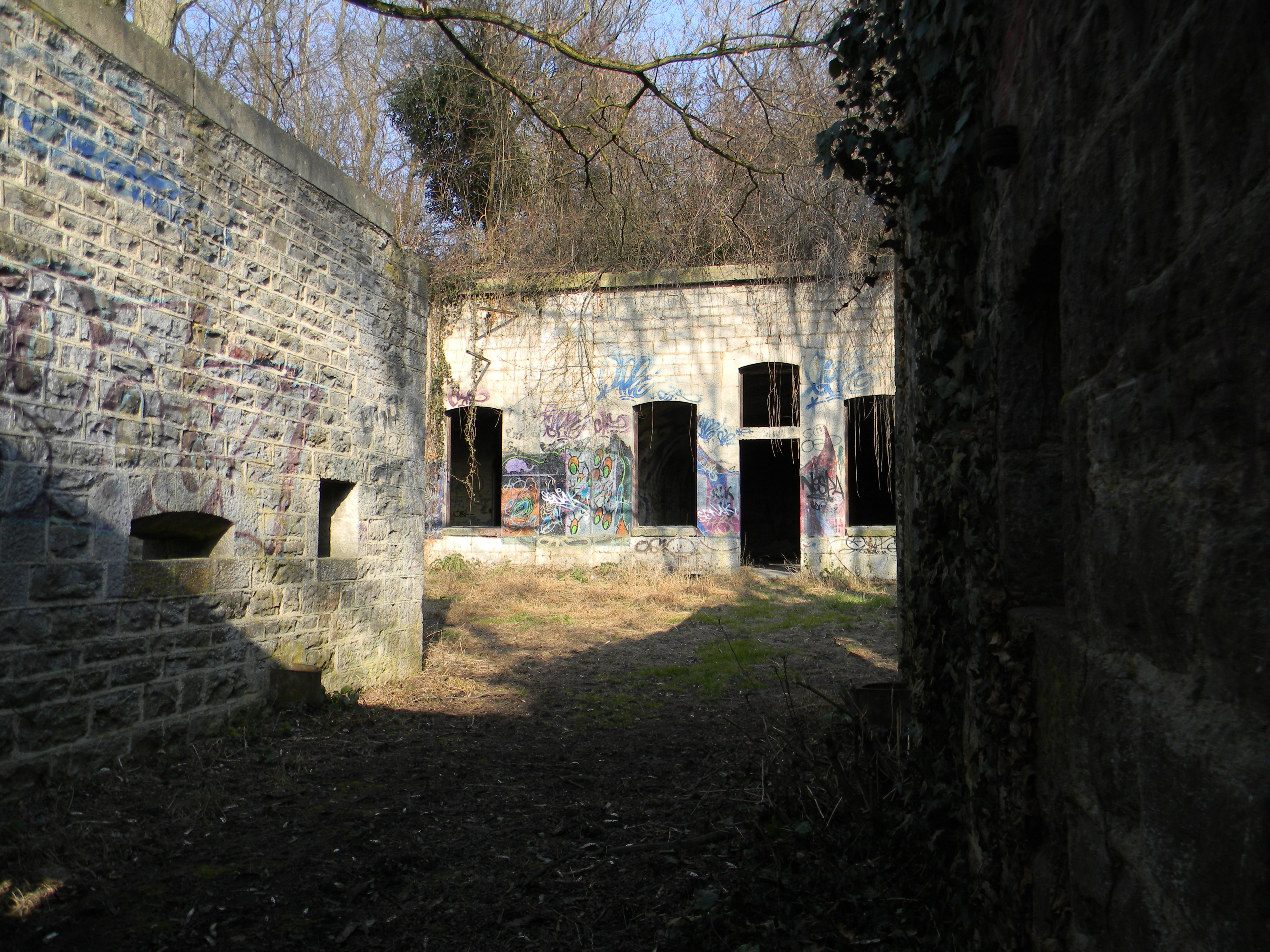
Intérieur de la batterie de Sermenaz.

La batterie de Sermenaz et les deux redoutes de Neyron sont situés sur le territoire de la commune, à Sermenaz. Ces trois monuments font partie de la deuxième ceinture de Lyon et plus globalement du système Séré de Rivières.
Construit de 1878 à 1879, cet ouvrage militaire était localement appelé « batterie de Gribeauval ». Dépendante du fort de Vancia, elle était composée de sept bouches à feu entourées par un fossé traversé par un pont roulant, lui-même couvert par deux caponnières. La garnison de cet édifice était composée de 75 hommes abrités dans une caserne protégée d'une motte de terre au centre de l'ouvrage. Un magasin à poudre de 26 t alimentait l'artillerie. Des bornes de propriété militaire sont encore visibles aux abords de ce monument.
Situées dans le quartier de Sermenaz, ces deux redoutes ont la particularité d'être en terre levée, sans aucune maçonnerie.

### Monuments religieux

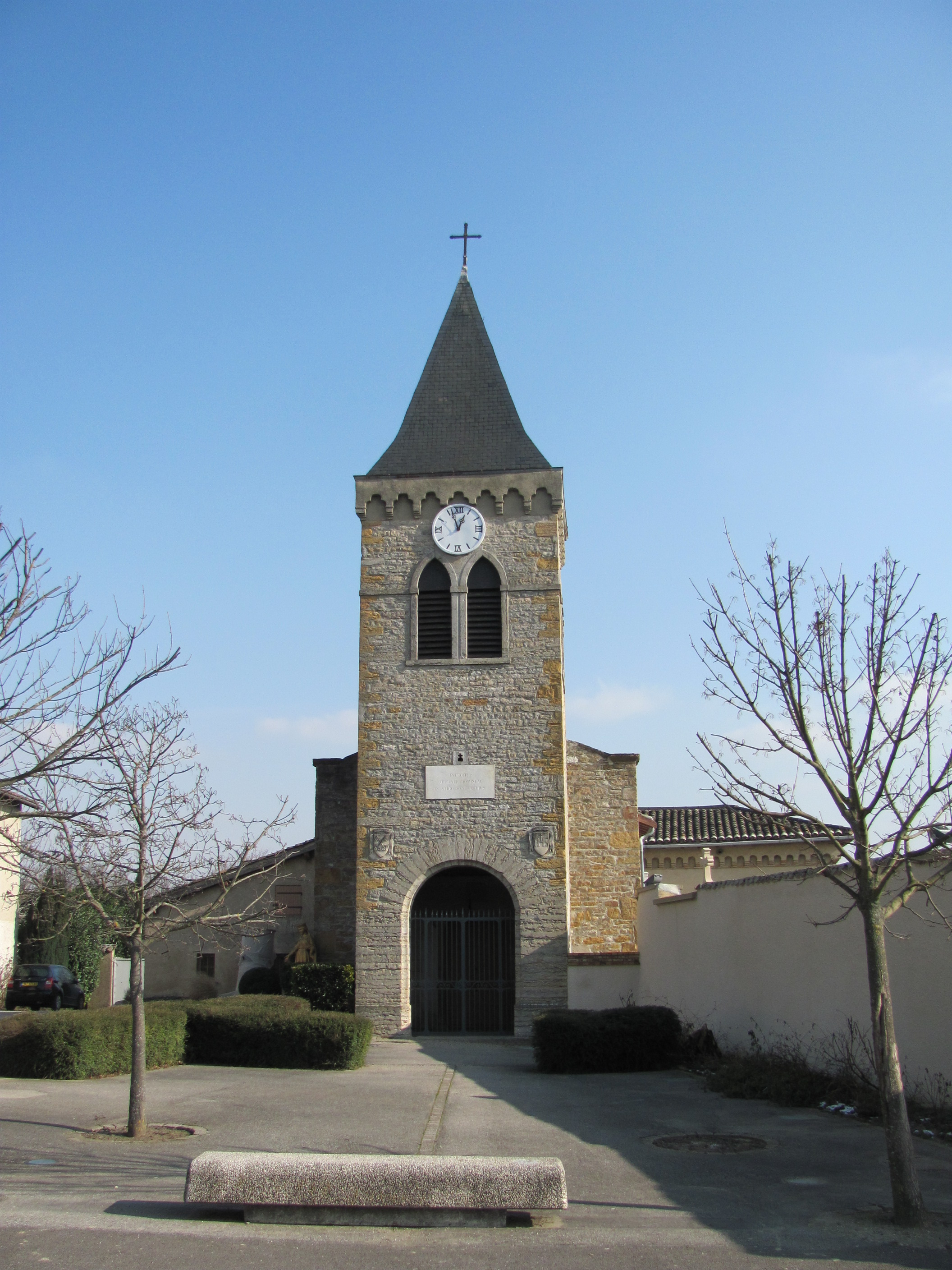
L’église Saint-Didier.

#### L’église Saint-Didier
L'église romane Saint-Didier remaniée au XIXe siècle, se trouve sur le territoire de la commune, à Neyron-Le-Haut (ou Saint-Didier).
Une chapelle aurait existé dès le IVe siècle sur l'emplacement actuel de l'église ; celle-ci aurait subi une destruction partielle au début du VIe siècle, lors d'une invasion burgonde. En 620, le retour de la dépouille de saint Didier de Vienne passe par Neyron et traverse le Rhône au port du Barriot (équivalent Neyroland du port de la Riotte à Thil). En son hommage, une nouvelle église est construite, à nouveau détruite en 675. L'édifice actuel (remanié depuis) daterait du Xe siècle.
De façon classique, l'église est construite selon un plan en croix grecque, c'est-à-dire que le transept et la nef possèdent la même longueur. Cette dernière est couverte par une « voûte plate en bois » ce qui témoigne à la fois d'influences byzantine et d'art chrétien primitif. À l'extérieur se trouve une statue de la Vierge, en métal, d'environ 2 m ; par le passé, elle était accrochée à la façade de l'église.
La commune ne compte pas de monument historique (base Mérimée) mais compte cinq objets monuments historiques (base Palissy), tous les cinq dans l'église Saint-Didier :
- un tableau représentant La Nativité (PM01002109) ;
- un crucifix en bois (PM01002110) ;
- trois statues représentant respectivement saint-Jean-Baptiste, saint-Nicolas et saint-Vincent et trois enfants (PM01002113, PM01002111, PM01002112).

#### Monuments civils

##### Hommages à Hélène et Victor Basch

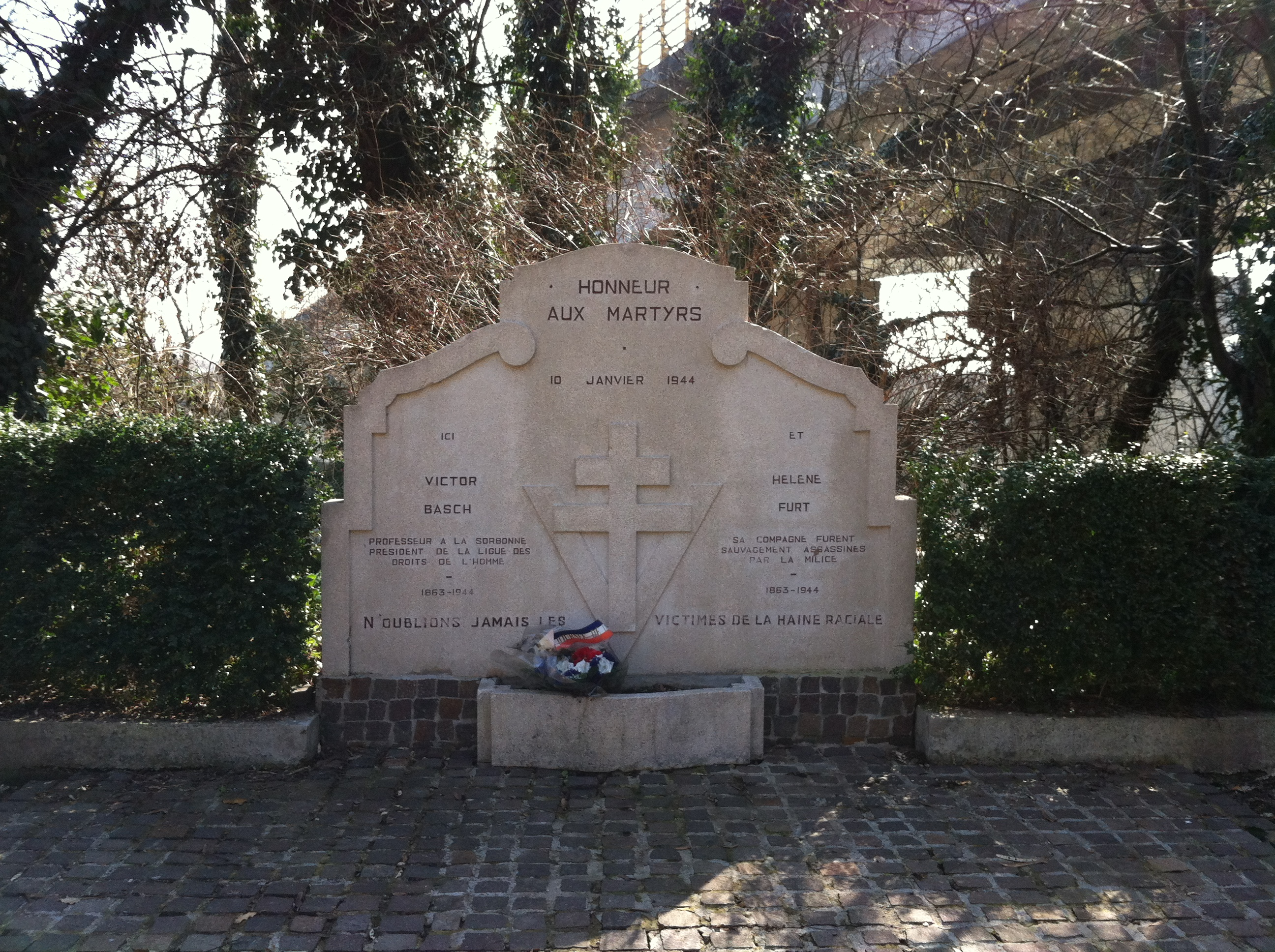
Le mémorial Hélène-et-Victor-Basch.

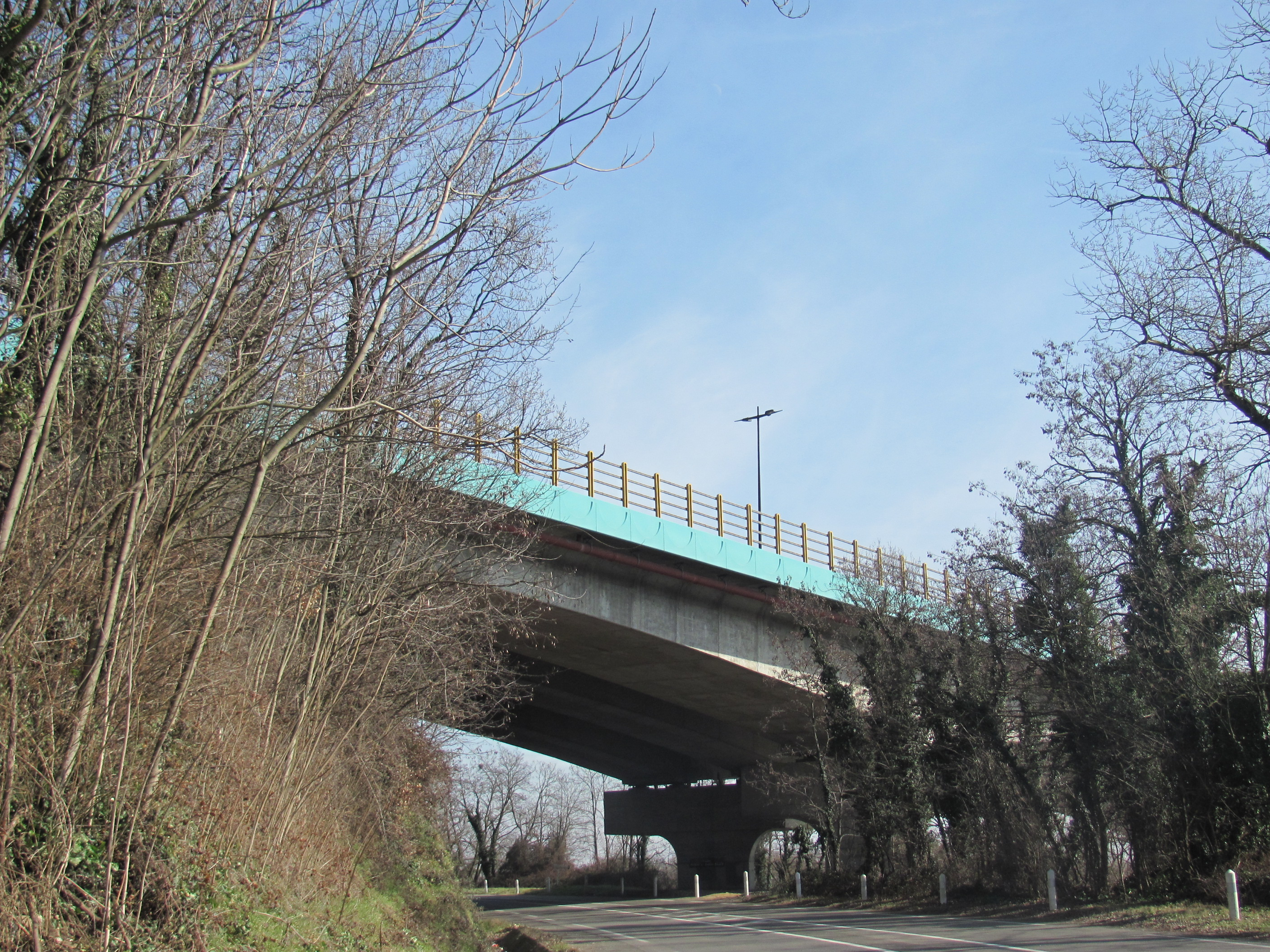
Le viaduc Hélène-et-Victor-Basch à Neyron.

Le viaduc Hélène-et-Victor-Basch passe à Neyron ; à proximité immédiate se trouve le mémorial Hélène-et-Victor-Basch érigé sur le lieu de l'exécution de Victor Basch. En outre, la place de la mairie s'appelle « Place Victor-Basch ».
Originellement baptisé viaduc de Sermenaz, ce pont (baptisé Viaduc Hélène-et-Victor-Basch en 1997) construit en 1985 et 1986 est emprunté par l'autoroute A46. Il permet de franchir l'ex-nationale 84, la voie ferrée Lyon - Genève, le canal de Miribel et le Vieux Rhône (ancien passage du Rhône, dans le Grand Parc de Miribel-Jonage, avant la construction des canaux de Miribel et de Jonage au XIXe siècle) ; il relie ainsi le territoire de Vaulx-en-Velin.
Le mémorial situé sur l'endroit exact de l'exécution d'Hélène et Victor Basch (respectivement abattus par les miliciens Gonnet et Lécussan). Il fut bâti dans les années 1950 ; le documentaire Milice, film noir utilise des prises de vue du mémorial, dans l'introduction du passage consacré à Hélène et Victor Basch.

##### Tour de Sermenaz

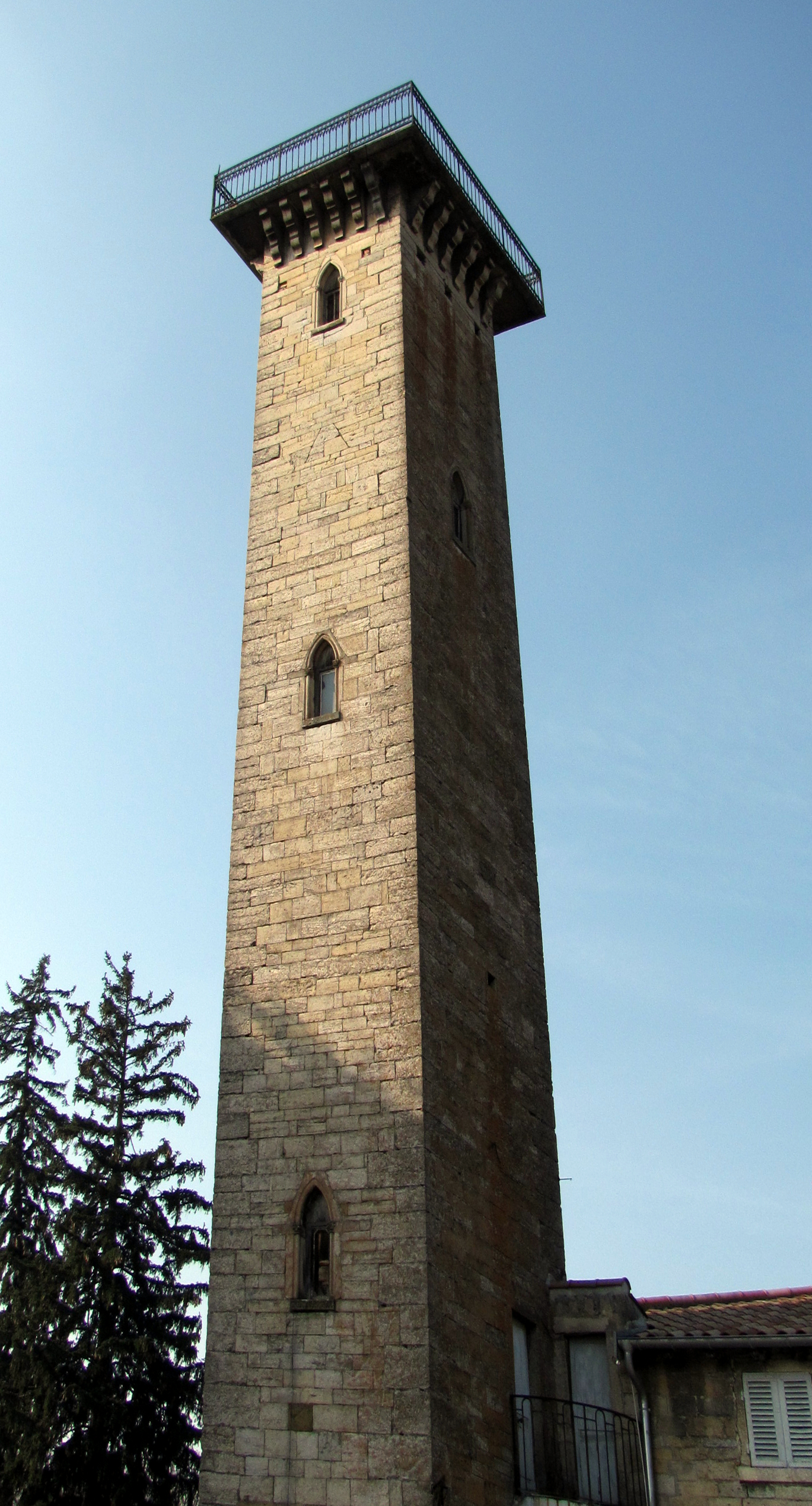
La tour de Sermenaz.

La tour de Sermenaz est un édifice construit à la fin du XIXe siècle destiné à être un observatoire. Elle mesure 25 m, sa plate-forme étant accessible par un escalier à vis en bois. Le jardin qui l'entoure est pré-inventorié à l'inventaire général du patrimoine culturel. À proximité, du château de Sermenaz.

##### Monuments aux morts
Il y a deux monuments aux morts à Neyron : le premier est situé dans le cimetière (localisé à proximité immédiate de l'église Saint-Didier, à Neyron-le-Haut) ; deux soldats neyrolands de la Première Guerre mondiale sont inhumés à l'intérieur (Philibert Gandit et Legond). Le second monument se trouve place Maxime-Sommeron, face à la mairie et fut financé par souscription publique : l'ouvrage fut inauguré le 13 mai 1923 en présence du préfet de l'Ain Gondoin et du maire de Neyron, Louis Barret.

##### Mairie
La mairie de Neyron fut construite en 1874 et 1875 sous le mandat du maire Durand, selon les plans de l'architecte Richard installé rue Constantine à Lyon. Le bâtiment fut initialement  utilisé comme l'école du village ; dans cette utilisation, elle remplaçait l'école située rue de l'Église à Neyron-le-Haut.

##### Piliers de la traille

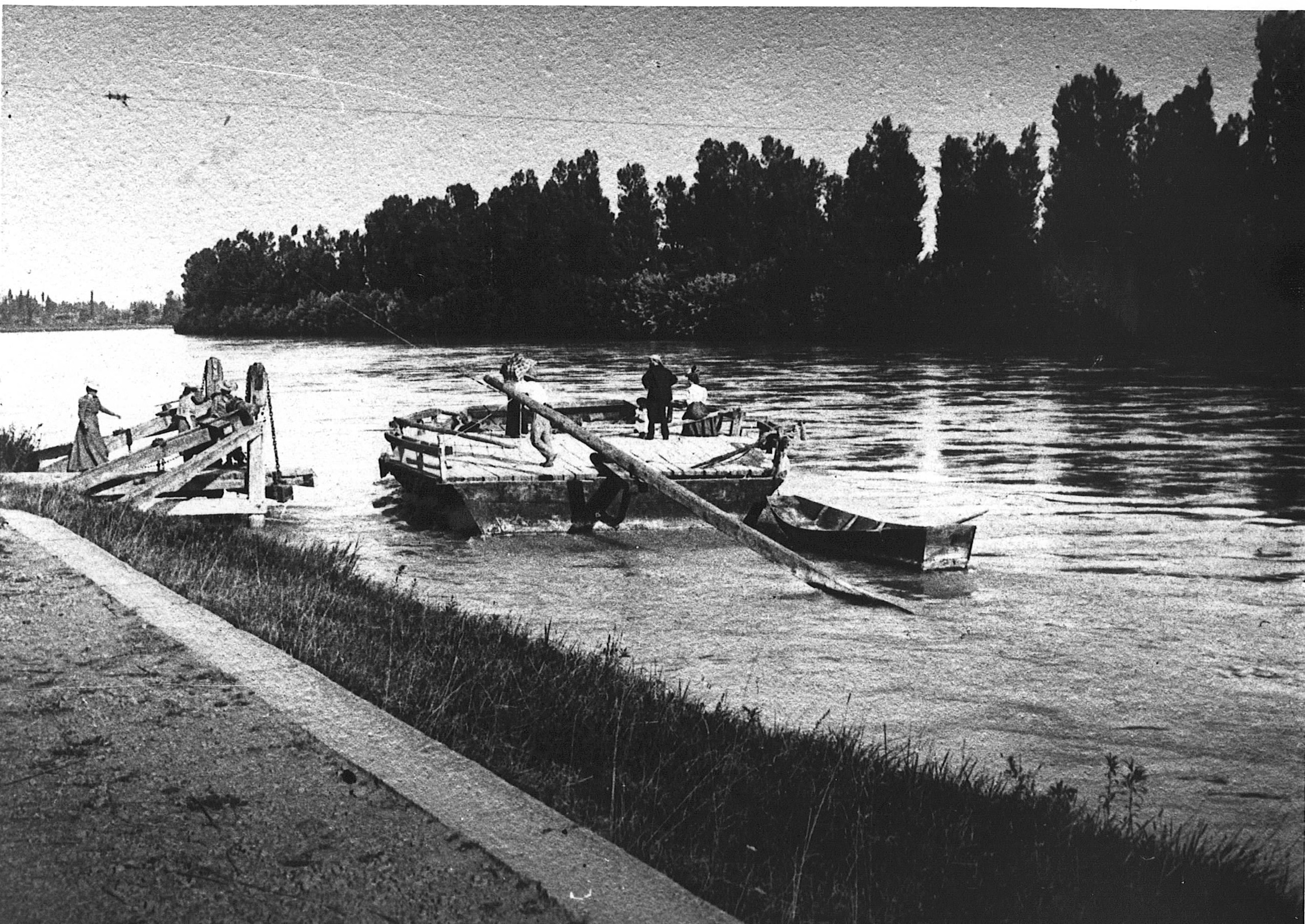
Traille à Miribel ou Neyron, en 1910.

Les deux piliers de la traille du canal de Miribel (construit en 1848) sont encore visibles ; la traille était une barque reliée aux deux piliers par un câble. Endommagée en 1937, elle fut rendue obsolète par la construction du pont de Miribel en 1940. Ce dernier fut construit grâce essentiellement au financement de la Société Lyonnaise des Forces Motrices du Rhône. Le montant restant a été réparti entre les communes de Miribel et Neyron selon une répartition deux tiers / un tiers.

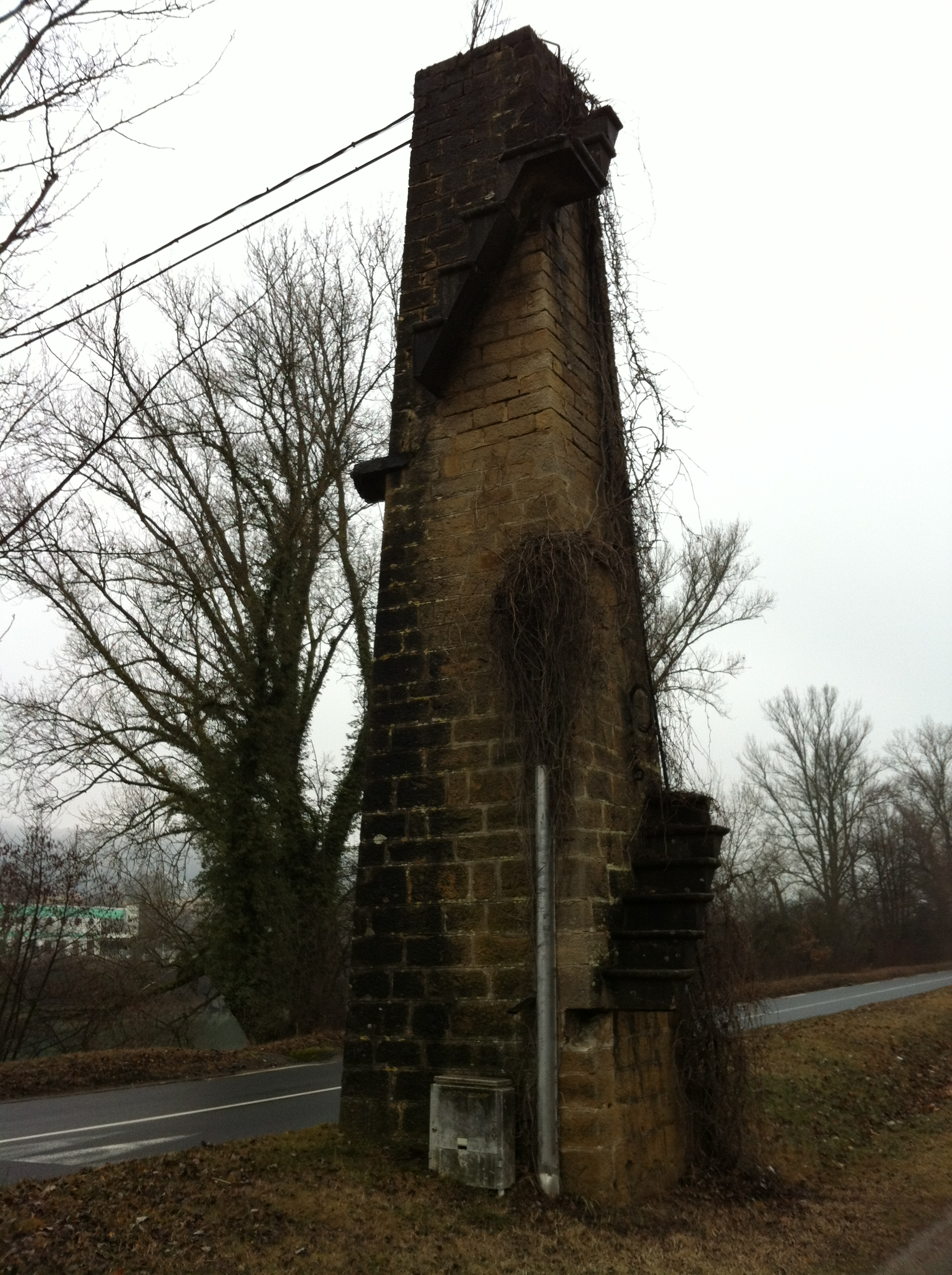
Pilier sud de la traille de Neyron, dans le Grand Parc.
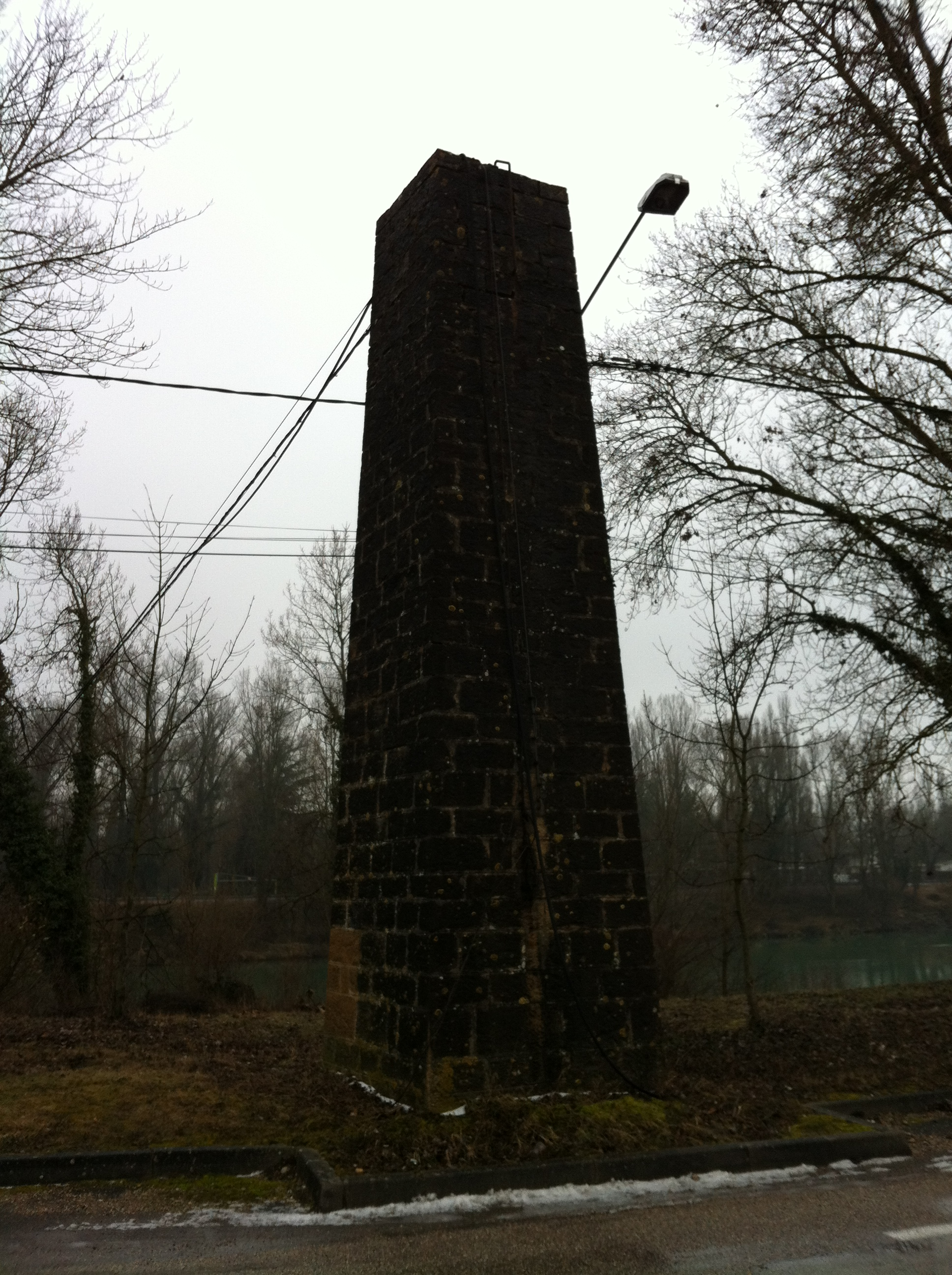
Pilier nord de la traille de Neyron, chemin de la traille.
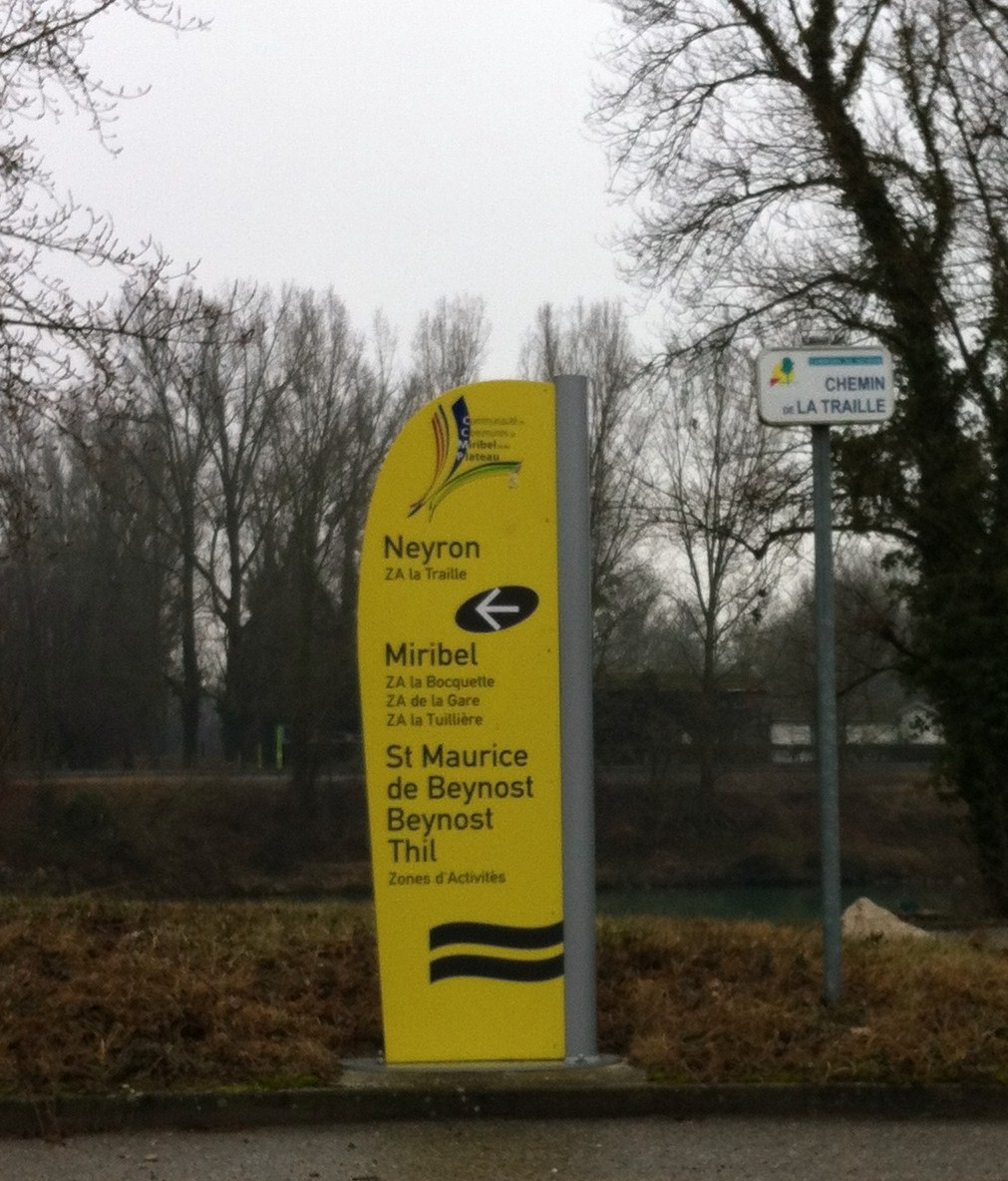
Chemin de la traille, à Neyron.

##### Sarrasinières
Deux voies souterraines appelées « sarrasinières » reliaient Lyon (depuis l'angle de la rue Puits-Gaillot et de la rue du Griffon) à Miribel via Neyron. Des entrées de sarrasinières sont observables à Neyron. Leurs longueurs seraient d'environ 13 km. La plupart des vestiges de ce monument semblent avoir disparu sans que l'on sache précisément, ni la date de construction, ni la destination de l'ouvrage.
Alexandre Flachevon décrit ainsi les deux voies entre Lyon et Neyron :

« Les deux voies sont toujours parallèles : les murs qui supportent les voûtes de formes cylindriques ont 0,8 m d'épaisseur ; la hauteur du pavement à l’intrados du cerceau est de 2,85 m ; la largeur prise dans l'œuvre est de 1,9 m ; les parements des murs sont de moellons cimentés avec un mortier à chaux et de sables graveleux. »

### Personnalités liées à la commune

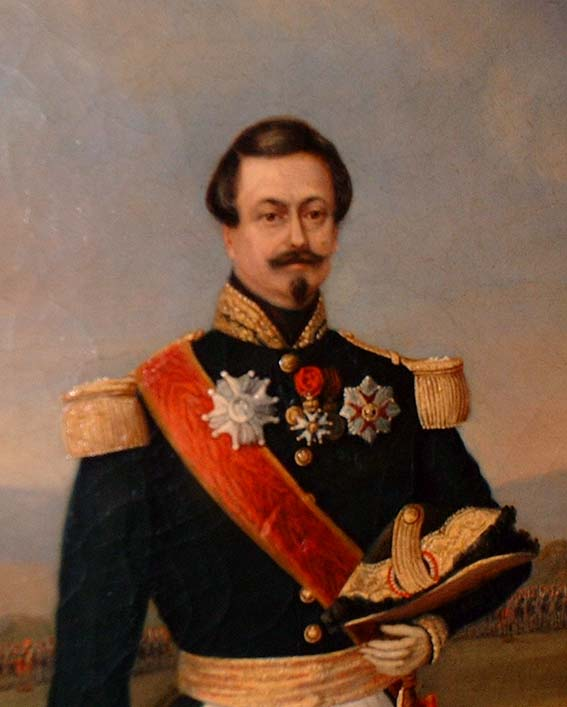
Autoportrait du général Perrodon, peint en 1844.

- Émile Perrodon (1794 - 1872), général de division du Premier Empire et artiste-peintre, est né à Neyron.
- Marcel Ruby (1924 - 2011)[67], historien, résistant du camp Didier, pionnier de l'enseignement à distance en France et figure du parti radical valoisien, est né dans la commune.
- Maxime Sommeron (1913 - 1998), architecte (il a notamment fait les plans de la mairie de Thil[a 17]), résistant du camp Didier et maire de la commune pendant dix-huit ans, de 1965 à 1983.
- Francisque Payé (1904-1944), cheminot et résistant, fusillé lors du massacre du fort de Côte-Lorette. Sa mère Gabrielle  Abry habitait Neyron : son fils est mentionné sur sa tombe. Le stade municipal de Neyron est nommé en référence de Francisque Payé.
- Pierre Lacour (1914-1996), fondateur en 1947 du Réseau du Sport de l'Air, est enterré à Neyron.
- Nathalie Somers est une auteure jeunesse qui habite à Neyron.

### Héraldique et logotype
La commune n'a pas de blason officiel.
| Logo de Neyron | Logo de Neyron : Le logo communal évoque la proximité de la Dombes ; en effet le coteau de la Côtière sur lequel est situé Neyron, jouxte cette région de l'Ain. |

## Pour approfondir